# Thermalwasservorkommen von Bad Krozingen
Koordinaten: 47° 55′ 12,8″ N, 7° 41′ 23,2″ O

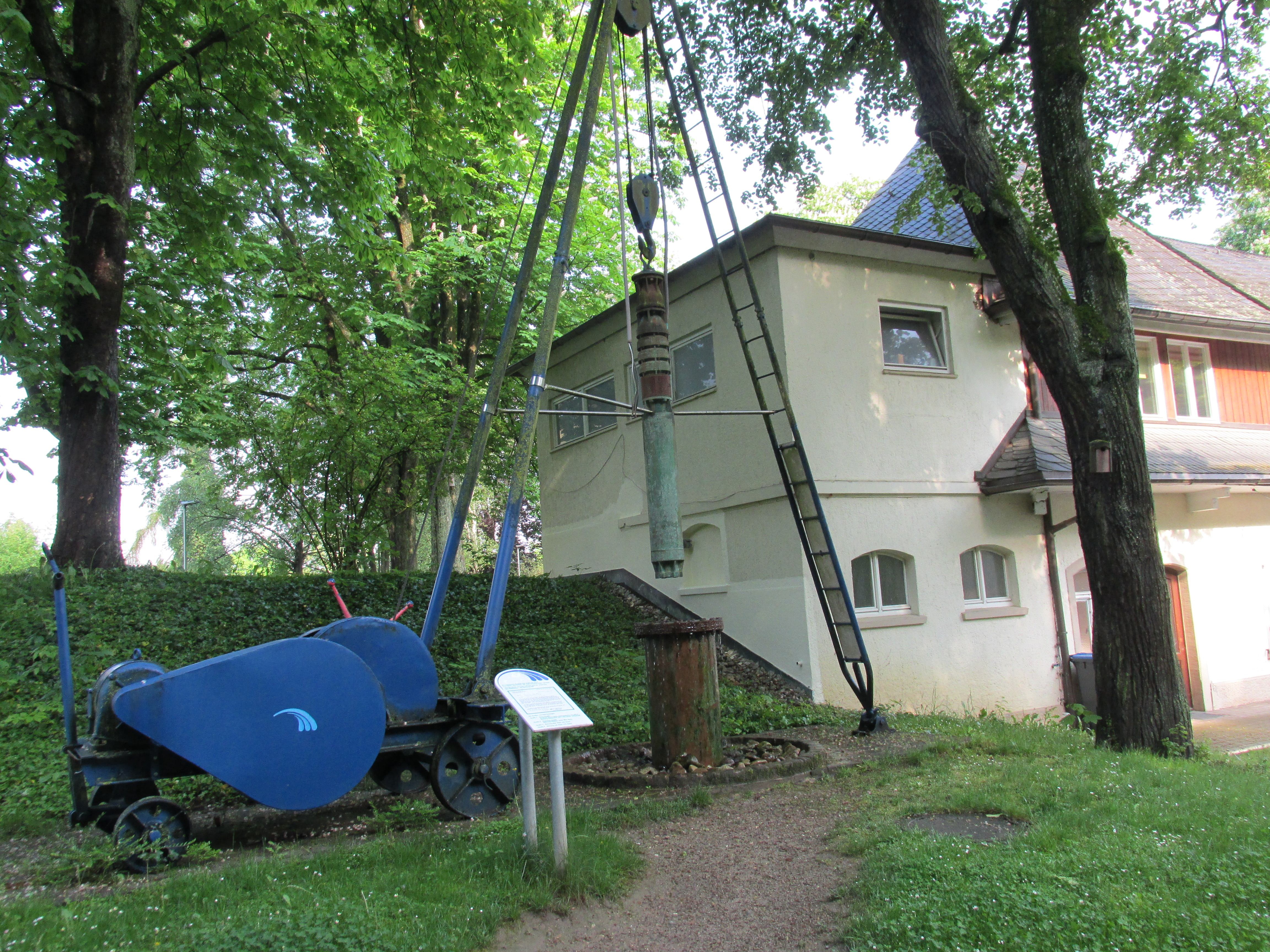
Tiefbrunnenpumpe der stillgelegten Nena-Quelle im Kurpark von Bad Krozingen

Das Thermalwasservorkommen von Bad Krozingen wurde 1911 im Ort Krozingen, einem damaligen Winzerdorf im Markgräfler Land, entdeckt. Bei Erkundungsbohrungen zur Suche nach Bodenschätzen (Erdöl, Wasser) wurde die Nena-Thermalquelle erschlossen.
Dieses Vorkommen ist direkt verbunden mit der Geologie des Oberrheingrabens und des angrenzenden Schwarzwalds. Der Fund führte zur Gründung von Badeanstalten, Kureinrichtungen sowie Fach- und Reha-Kliniken und damit zum wirtschaftlichen Aufschwung des Ortes Krozingen zum heutigen Kurort Bad Krozingen.
Weitere bedeutende Thermalquellen im südlichen Oberrheingraben gibt es in Bad Bellingen, Badenweiler und Freiburg-Mooswald, die Region der Kurorte Bad Krozingen, Bad Bellingen und Badenweiler wird auch als Südbadisches Bäderdreieck bezeichnet.

## Geologie
Der Oberrheingraben ist ein mit Sedimenten gefüllter Grabenbruch, er entstand durch Aufwölbung, Senkung, Spreizung und Ablagerungsphasen. Zu den Rändern hin, d. h. im Osten zum Schwarzwald und im Westen zu den Vogesen ist er durch tief in den Untergrund reichende Spalten und Klüfte begrenzt, ganz markant z. B. durch die Schwarzwald-Hauptrandverwerfung, aufgeschlossen im Lorettotunnel in Freiburg, dokumentiert.
An diesen Klüften dringt Wasser aus Niederschlägen und Grundwasser nach unten ein und erwärmt sich dabei. Dabei können Tiefen von bis zu 3000 m erreicht werden. Das Wasser fließt Richtung Rheingraben und kann dann auf Spalten am Grabenrand unter Druck wieder aufsteigen und als heiße Quelle in Erscheinung treten. Es sind dabei Fließzeiten von bis zu 10000 Jahren möglich. In Badenweiler werden so seit der Römerzeit natürlich austretende Thermalwässer genutzt. Auch im Innern des Rheingrabens gibt es Thermalwässer in tiefen Grundwasserleitern, die durch Bohrungen wie in Bad Krozingen, Bad Bellingen und Freiburg erschlossen werden konnten. Ein Antrieb dieser Bohrungen war Anfang 1900 die verstärkte Suche nach Bodenschätzen, Wasser und insbesondere Erdölvorkommen. In Bad Krozingen wird Thermalwasser aus Schichten des Oberen Muschelkalks gewonnen und nach oben gepumpt.

zur Geologie des Rheingrabens
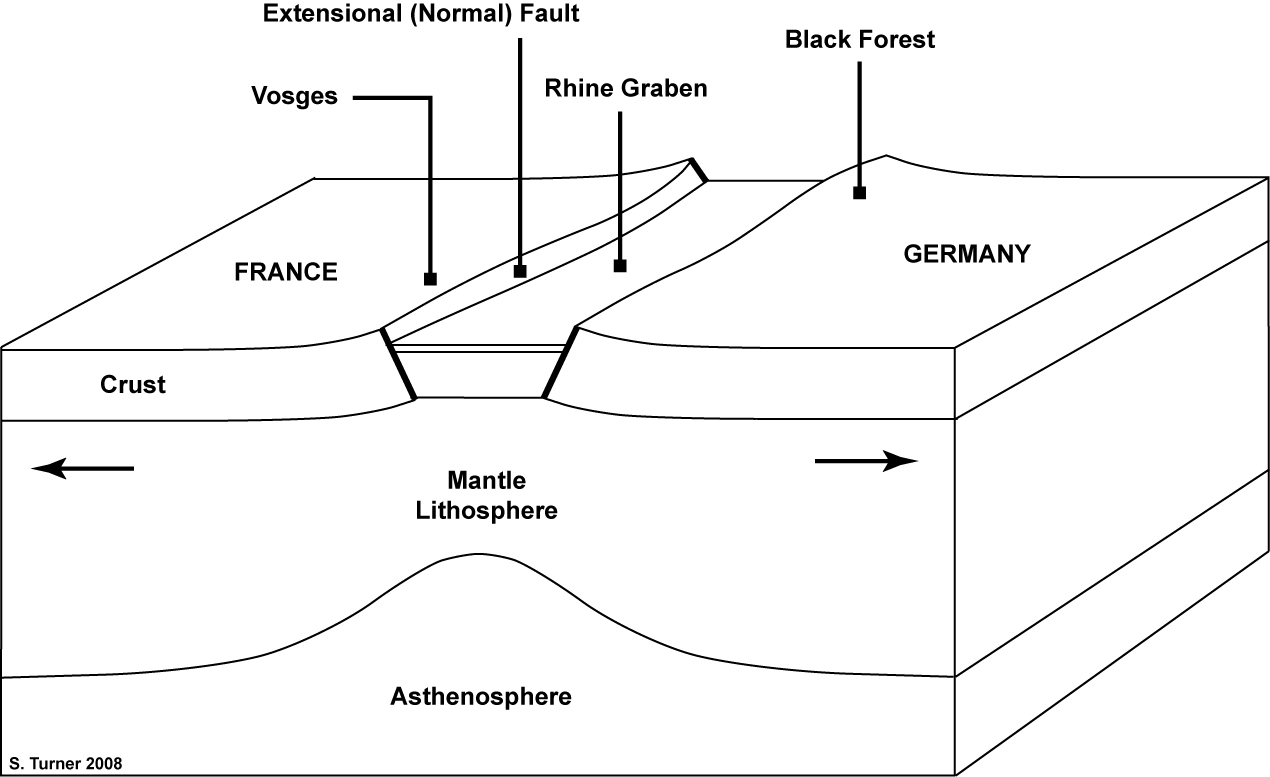
Schematische Entwicklung des Rheingrabens
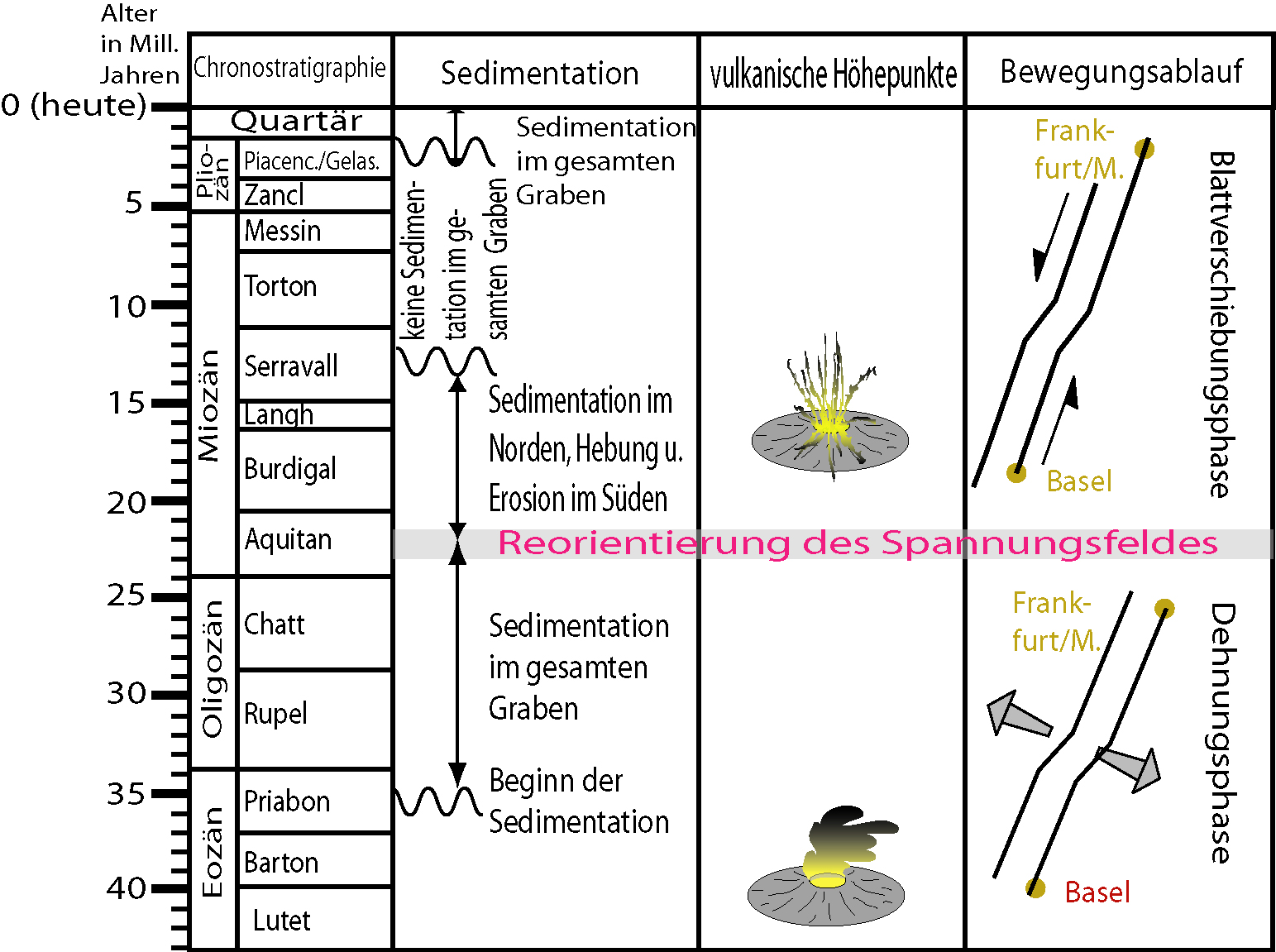
Abriss der Entwicklungsphasen
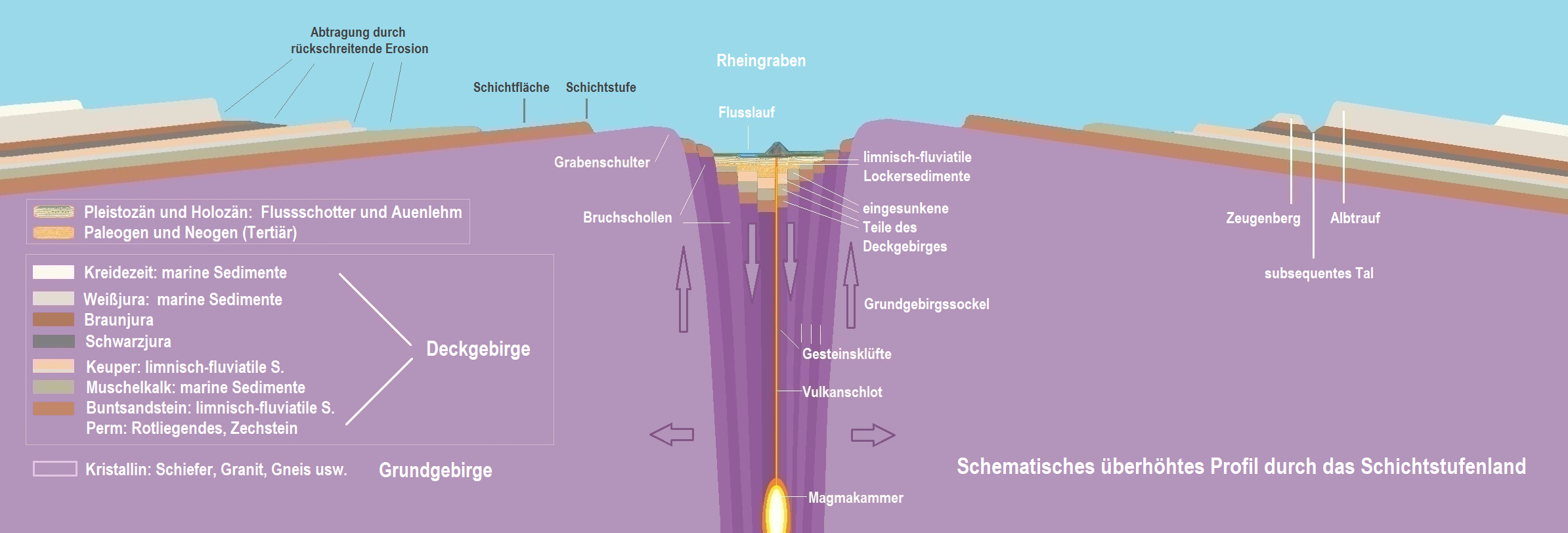
Schematisches Profil Rheingraben und Gebirge
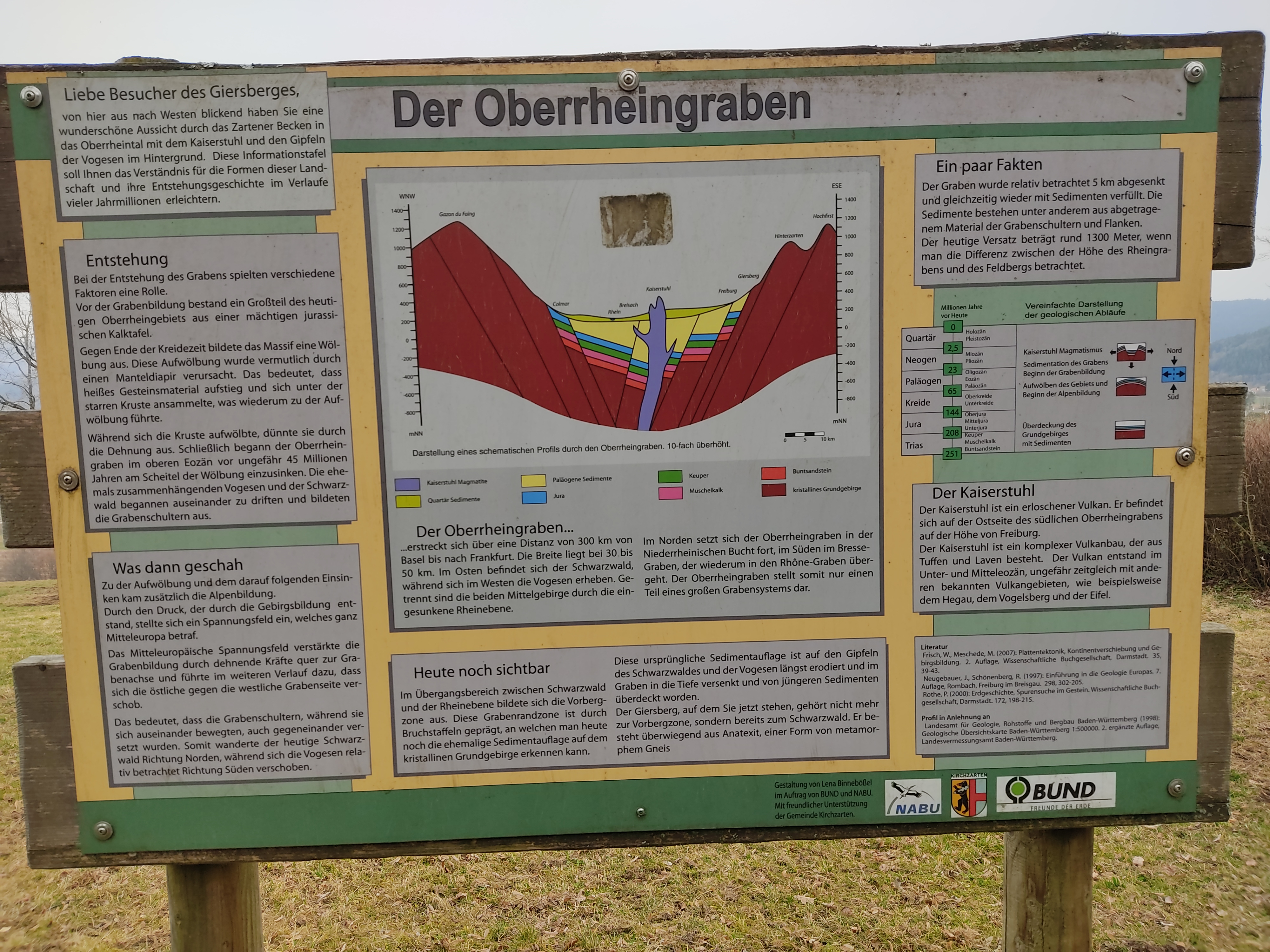
Infotafel Oberrheingraben auf dem Giersberg (Kirchzarten)
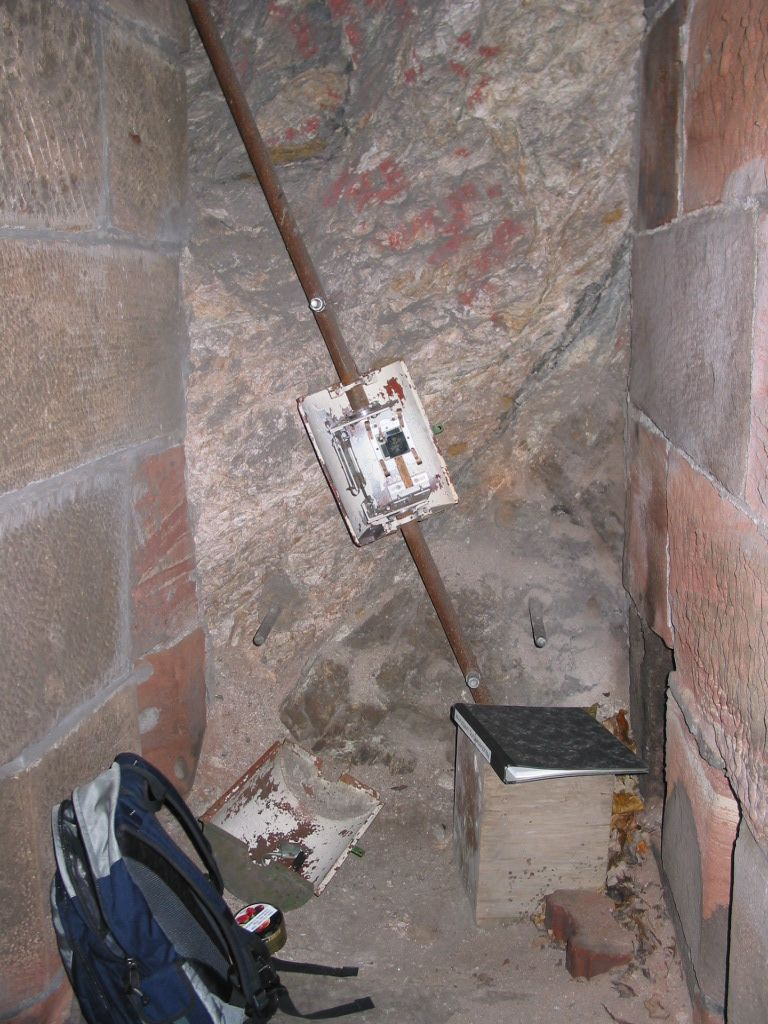
Schwarzwald-Hauptrandverwerfung im Lorettotunnel

## Nena-Quelle – Katharinenquelle

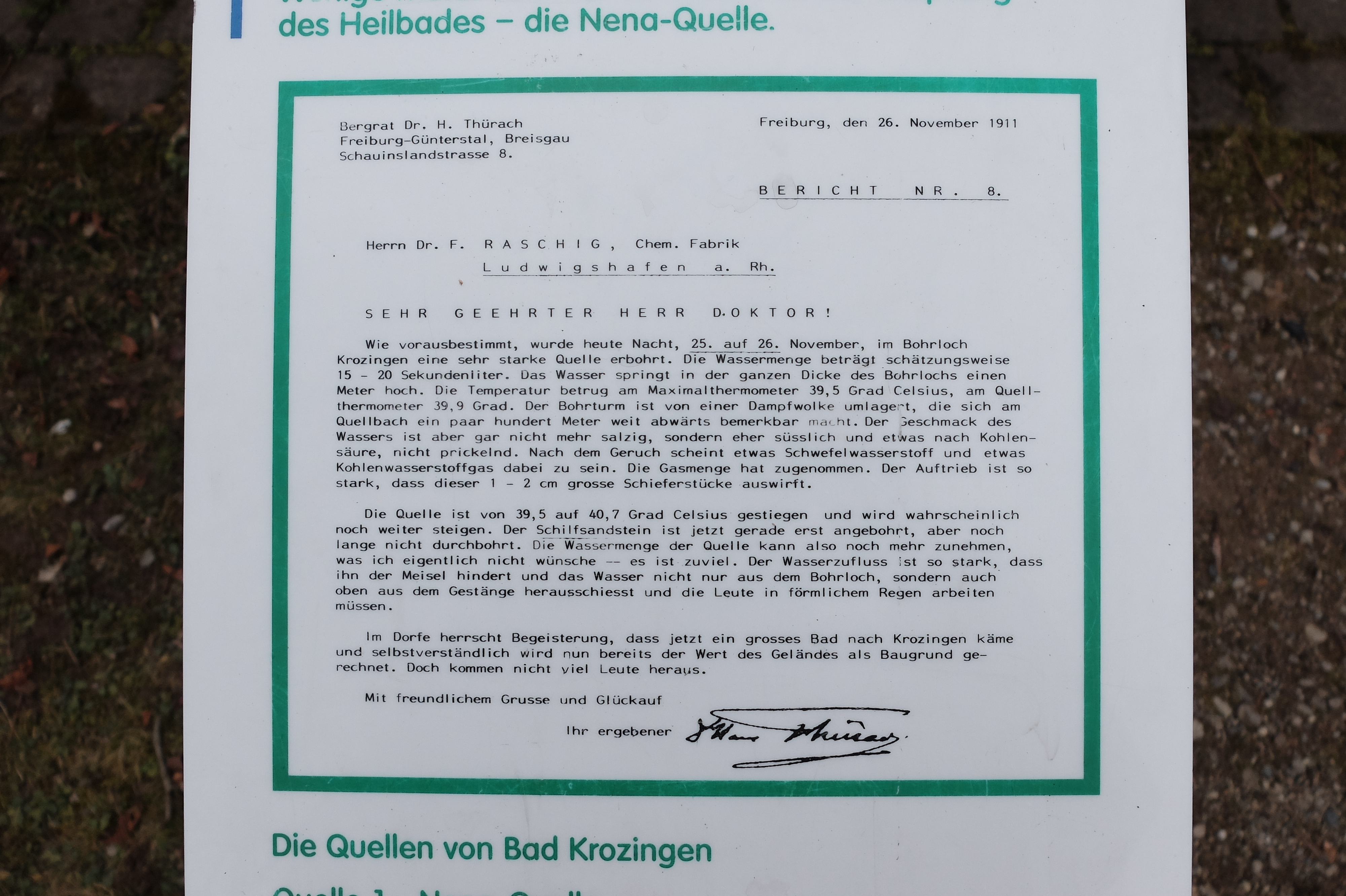
2022 Nena-Quelle, Info-Tafel

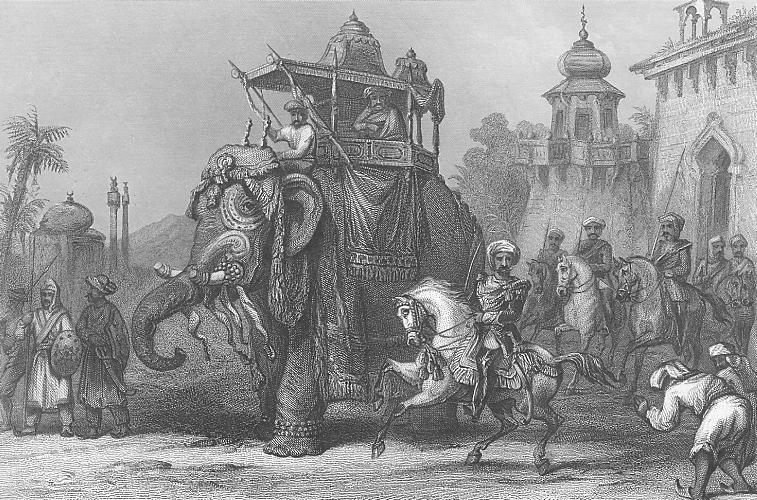
Namensgeber Nana Sahib

Die Chemische Fabrik Ludwigshafen ließ auf Anregung von Wilhelm Salomon-Calvi 1910 bei Krozingen (damals noch ohne den Namenszusatz Bad, das Prädikat wurde erst nach Aufnahme des Kurbetriebes 1933 verliehen) durch die Firma Brechtel (Ludwigshafen) Erkundungsbohrungen zur Aufsuchung von Erdöl durchführen.
Der an der Badischen Geologischen Landesanstalt als Landesgeologe tätige Hans Thürach legte die Position der Bohrung fest und dokumentierte 1911 in seiner Funktion als Gutachter für Tiefbohrungen nach Mineral- und Thermalwässern die Bohrung in einem Brief an den Auftraggeber Fritz Raschig der Chemischen Fabrik Ludwigshafen. Dieses Schreiben ist auf einer Infotafel im Kurpark von Bad Krozingen abgedruckt:
Bergrat Dr. H. Thürach, Freiburg, den 26. November 1911

Freiburg-Günterstal, Breisgau

Schauinslandstrasse 8.

BERICHT NR. 8

Herrn Dr. F. RASCHIG, Chem. Fabrik

Ludwigshafen a. Rh.

SEHR GEEHRTER HERR DOKTOR!

Wie vorausbestimmt, wurde heute Nacht, 25. auf 26. November, im Bohrloch

Krozingen eine sehr starke Quelle erbohrt. Die Wassermenge beträgt schätzungsweise

15 - 20 Sekundenliter. Das Wasser springt in der ganzen Dicke des Bohrlochs einen

Meter hoch. Die Temperatur betrug am Maximalthermometer 39,5 Grad Celsius, am Quell-

thermometer 39,9 Grad. Der Bohrturm ist von einer Dampfwolke umlagert, die sich am

Quellbach ein paar hundert Meter weit abwärts bemerkbar macht. Der Geschmack des

Wassers ist aber gar nicht mehr salzig, sondern eher süsslich und etwas nach Kohlen-

säure, nicht prickelnd. Nach dem Geruch scheint etwas Schwefelwasserstoff und etwas

Kohlenwasserstoffgas dabei zu sein. Die Gasmenge hat zugenommen. Der Auftrieb ist so

stark, dass dieser 1 - 2 cm grosse Schieferstücke auswirft.

Die Quelle ist von 39,5 auf 40,7 Grad Celsius gestiegen und wird wahrscheinlich

noch weiter steigen. Der Schilfsandstein ist jetzt gerade erst angebohrt, aber noch

lange nicht durchbohrt. Die Wassermenge der Quelle kann also noch mehr zunehmen,

was ich eigentlich nicht wünsche - es ist zuviel. Der Wasserzufluss ist so stark, dass

ihn der Meisel hindert und das Wasser nicht nur aus dem Bohrloch, sondern auch

oben aus dem Gestänge herausschiesst und die Leute in förmlichem Regen arbeiten

müssen.

Im Dorfe herrscht Begeisterung, dass jetzt ein grosses Bad nach Krozingen käme

und selbstverständlich wird nun bereits der Wert des Geländes als Baugrund ge-

rechnet. Doch kommen nicht viel Leute heraus.

Mit freundlichem Grusse und Glückauf

Ihr ergebener Hans Thürach
Der Bohrturm war 9,6 m hoch und hatte ein Gewicht von 6,5 t. Die Erkundungsbohrung traf am 25. November 1911 unvermutet auf ein Thermalwasservorkommen. In 424 m Tiefe wurde eine erste wasserführende Schicht mit etwa 30° warmen Wasser erbohrt. In etwa 600 m Tiefe erreichte man schließlich eine weitere wasserführende Schicht. Daraus trat 41° heißes stark kohlensäurehaltiges Wasser mit 20 Litern pro Sekunde unter hohem Druck aus. Sie war damit die damals wasserreichste Thermalquelle in Deutschland.

„…am Anfange in dem lehmigsandigen, von großen Granit-,Porphyr- und Quarzitgeschieben erfüllten Diluvium, das bis 86 Meter Tiefe reichte…
Von 86–123 Meter wurde Kalksteingebirge angetroffen, das stark zerklüftet war; allein die Klüfte waren von lehmigem Diluvium erfüllt und ließen nur wenig Wasser hindurch…
ging im Sommer 1911 in den mächtigen tonigen Gesteinen des Dogger und des Lias gut vorwärts…
bei 424 Meter Tiefe wurde in den Rauhkalken des mittleren Lias eine Quelle erbohrt und zwar von warmem kohlensaurem Mineralwasser…
am 25. November … wurde eine heiße Quelle mit anfangs 39 Grad C. und 20 Sekunden-litern Wasser geöffnet“

Da es damals üblich war, wertvollen Mineralquellen Namen zu geben, erhielt sie den Namen Nena-Quelle zur Ehre des indischen Freiheitskämpfers Nana Sahib. Dieser Fund führte 1911 zur Gründung der Nena Quelle GmbH Mannheim und 1912 zur Gründung der Nena Bad und Kurhaus Krozingen GmbH, daran beteiligt waren der Fabrikant Adolf Zimber sowie die Ärzte Heinrich Remmlinger und Hans Freiherr Huber von Gleichenstein. Die Nena-Quelle wurde wegen geführter Diskussionen zur Rolle des Nana Sahib an einem Massaker in Bibighar umbenannt in Katharinenquelle.
Zur Erinnerung an den Geologen Thürach wurde eine Straße im Kurgebiet von Bad Krozingen, die Thürachstraße, nach ihm benannt.

Personen
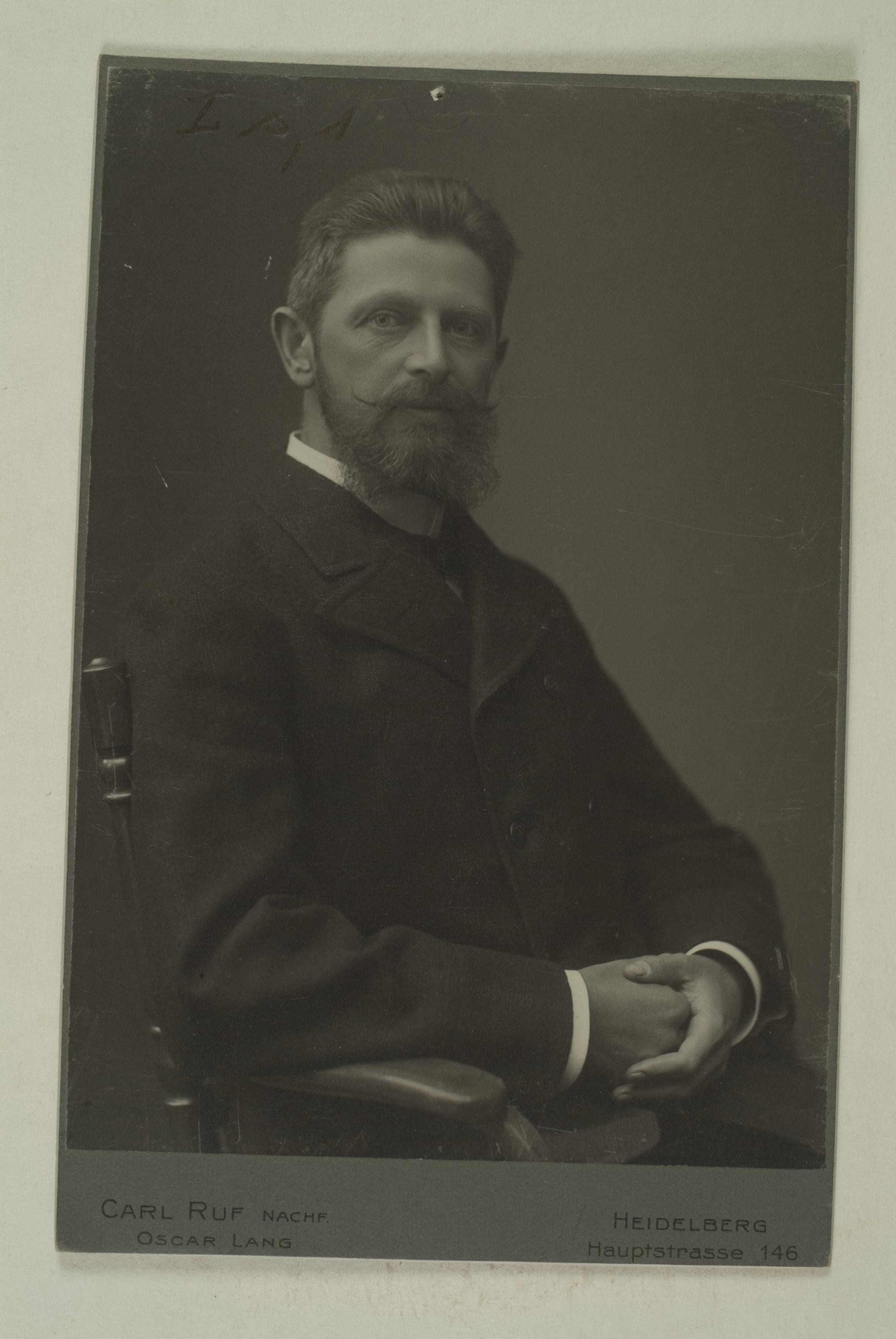
Wilhelm Salomon-Calvi
Fritz Raschig

Thermalquellen in alten Ansichten
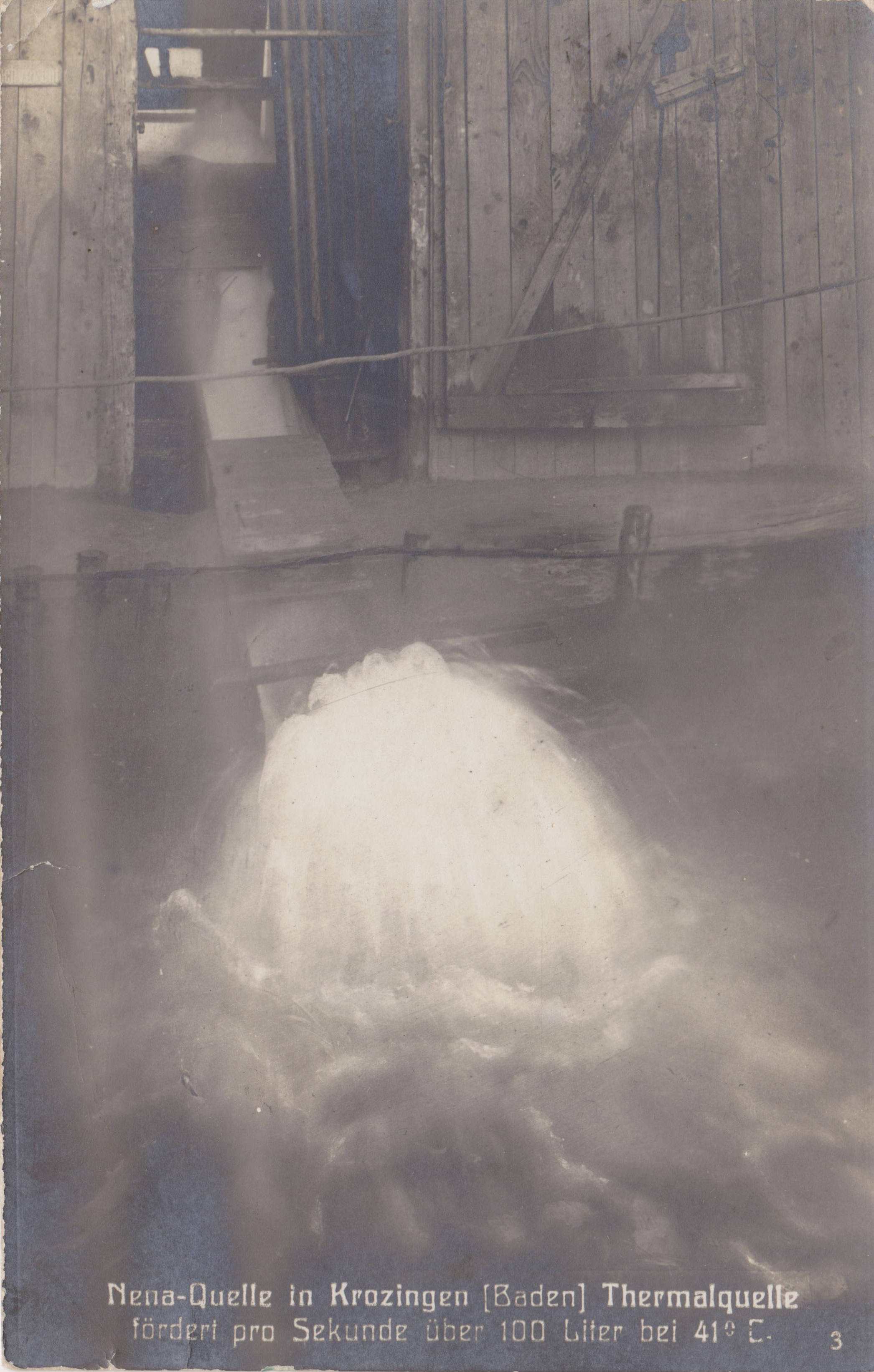
ca. 1915 Nena-Quelle, Quellschüttung
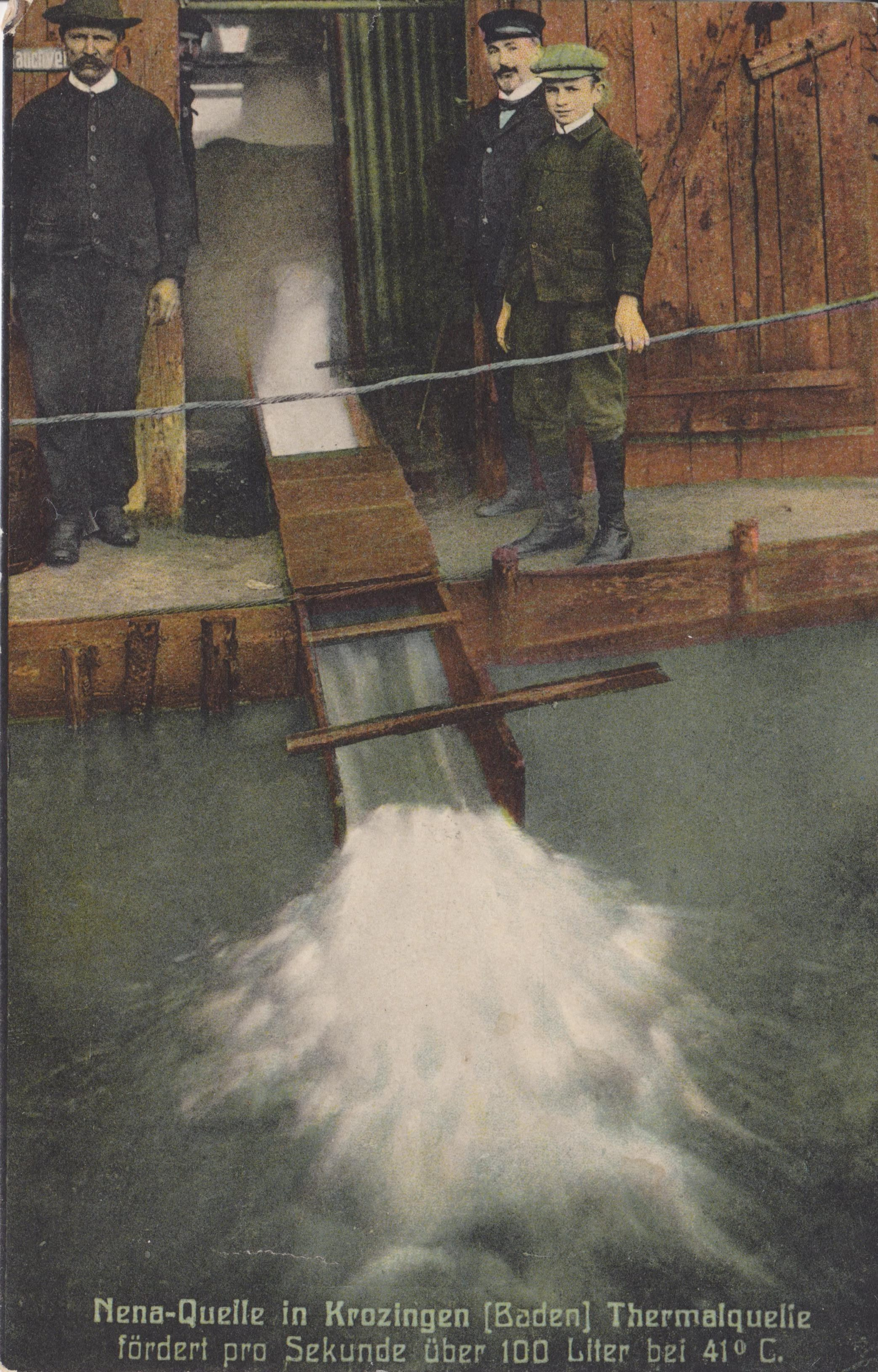
ca. 1915 Nena-Quelle, Quellschüttung
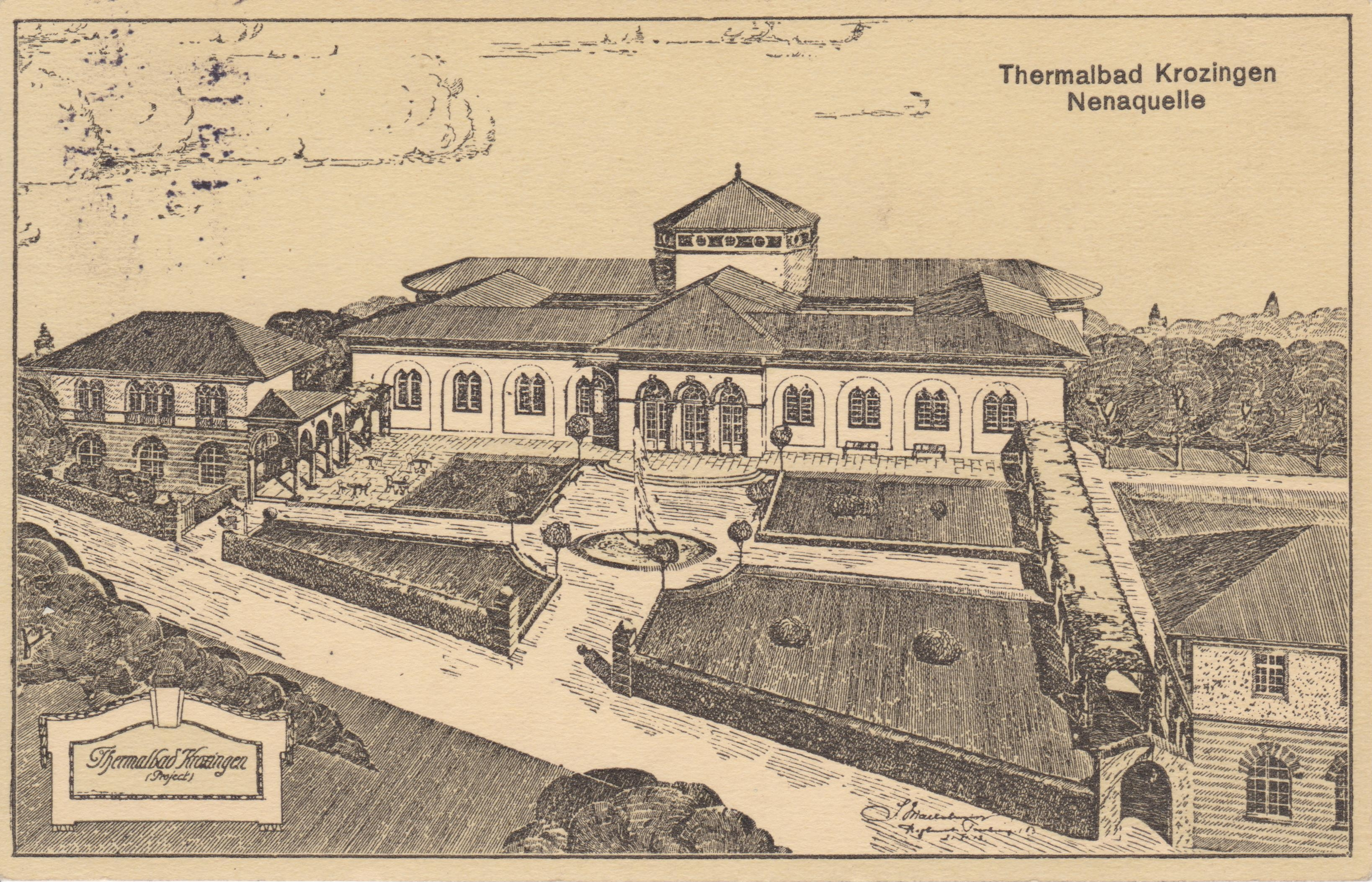
Vor 1918 Nena-Quelle, Projekt Thermalbad
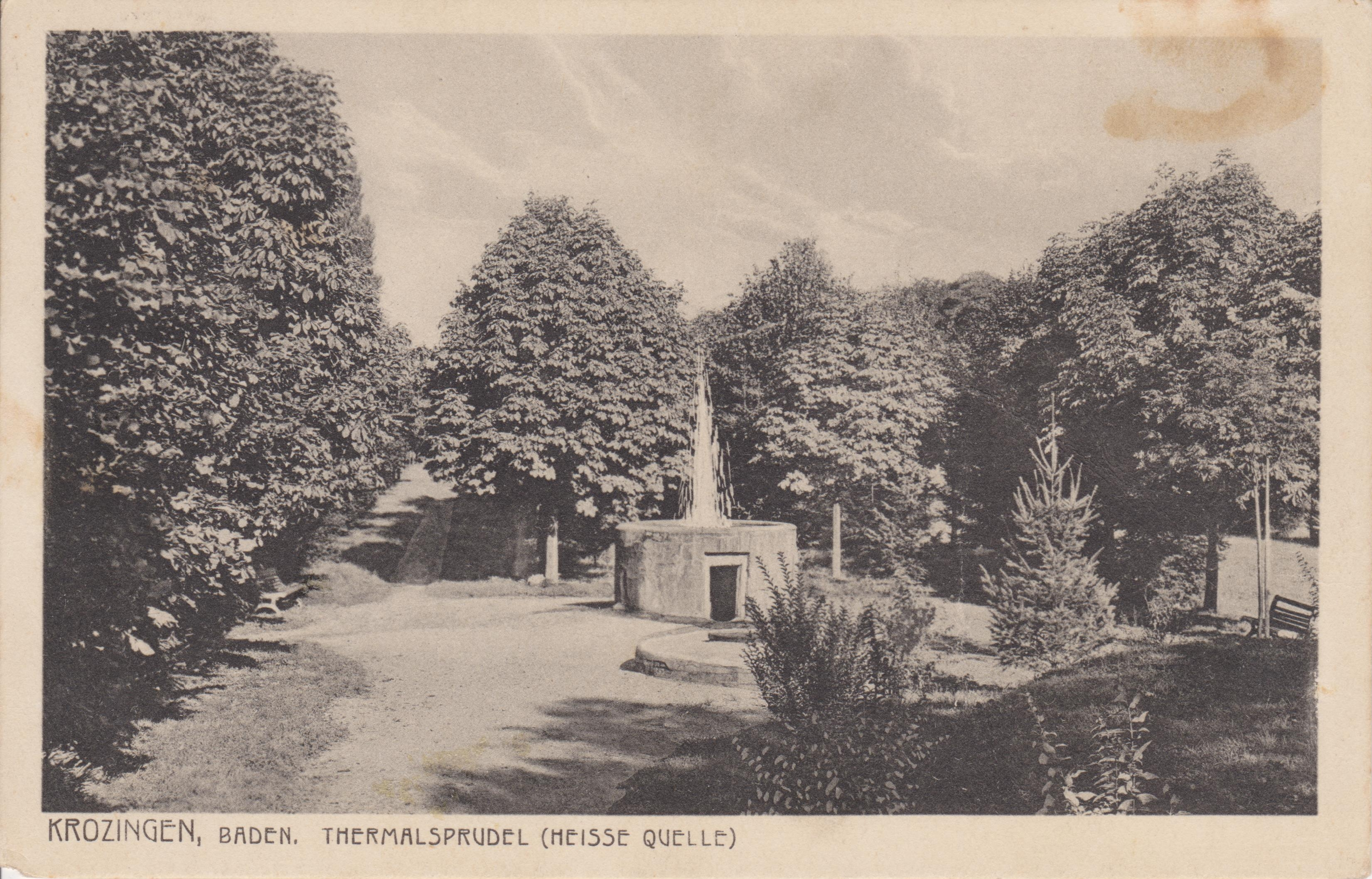
Vor 1928 Nena-Quelle
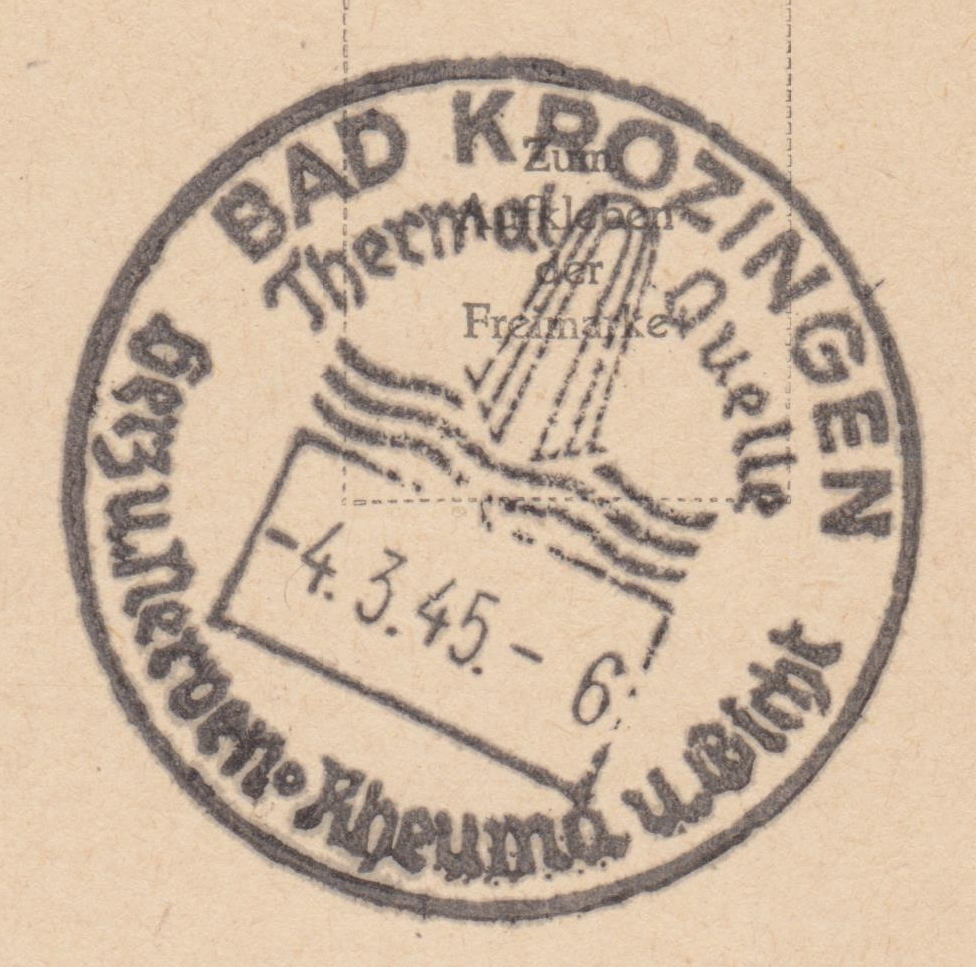
1945 Sonderstempel Thermalquelle

Fotogalerie Thermalquellen Bad Krozingen
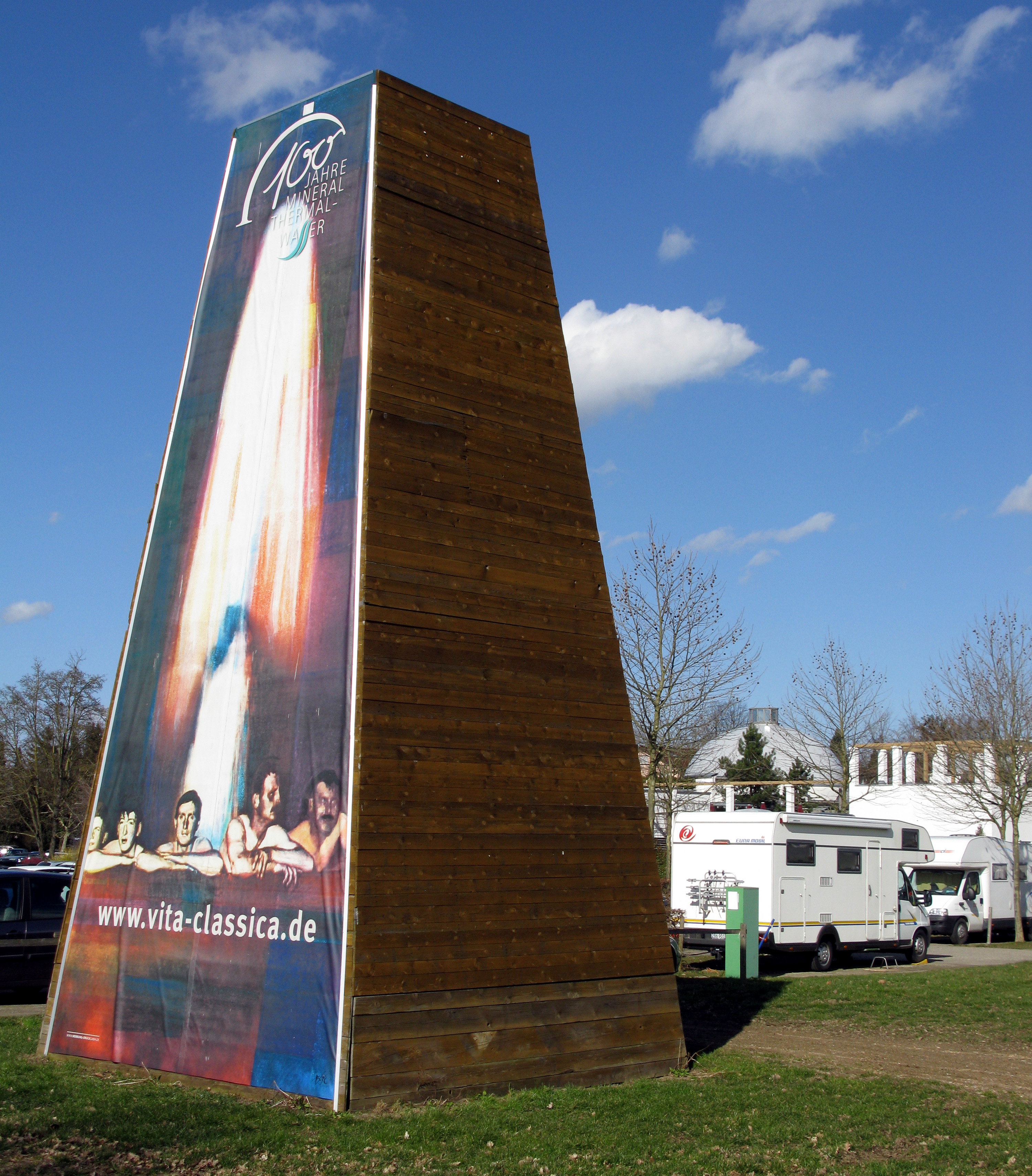
2015 Nachbildung Bohrturm von 1911
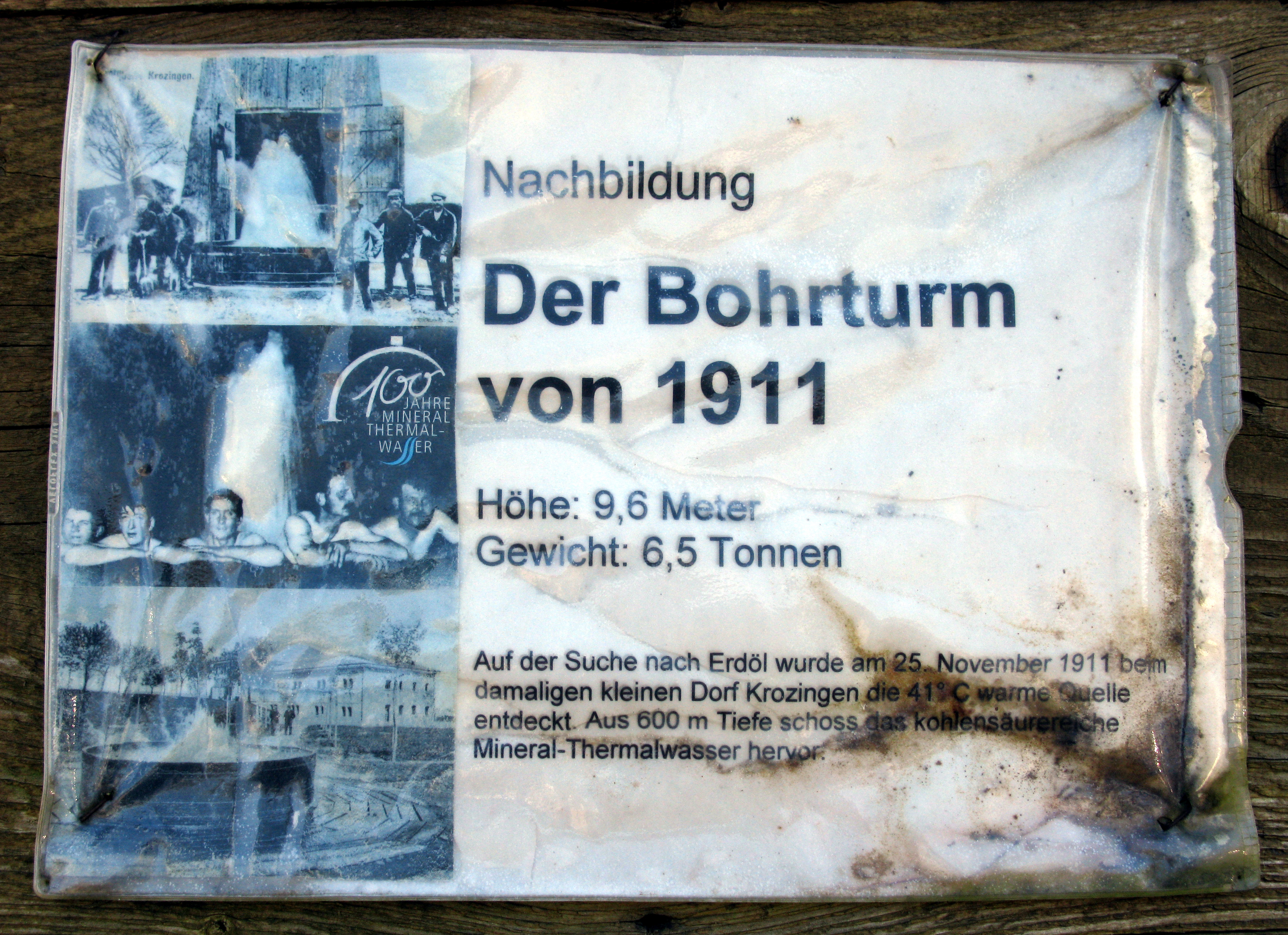
2015 Nachbildung Bohrturm von 1911
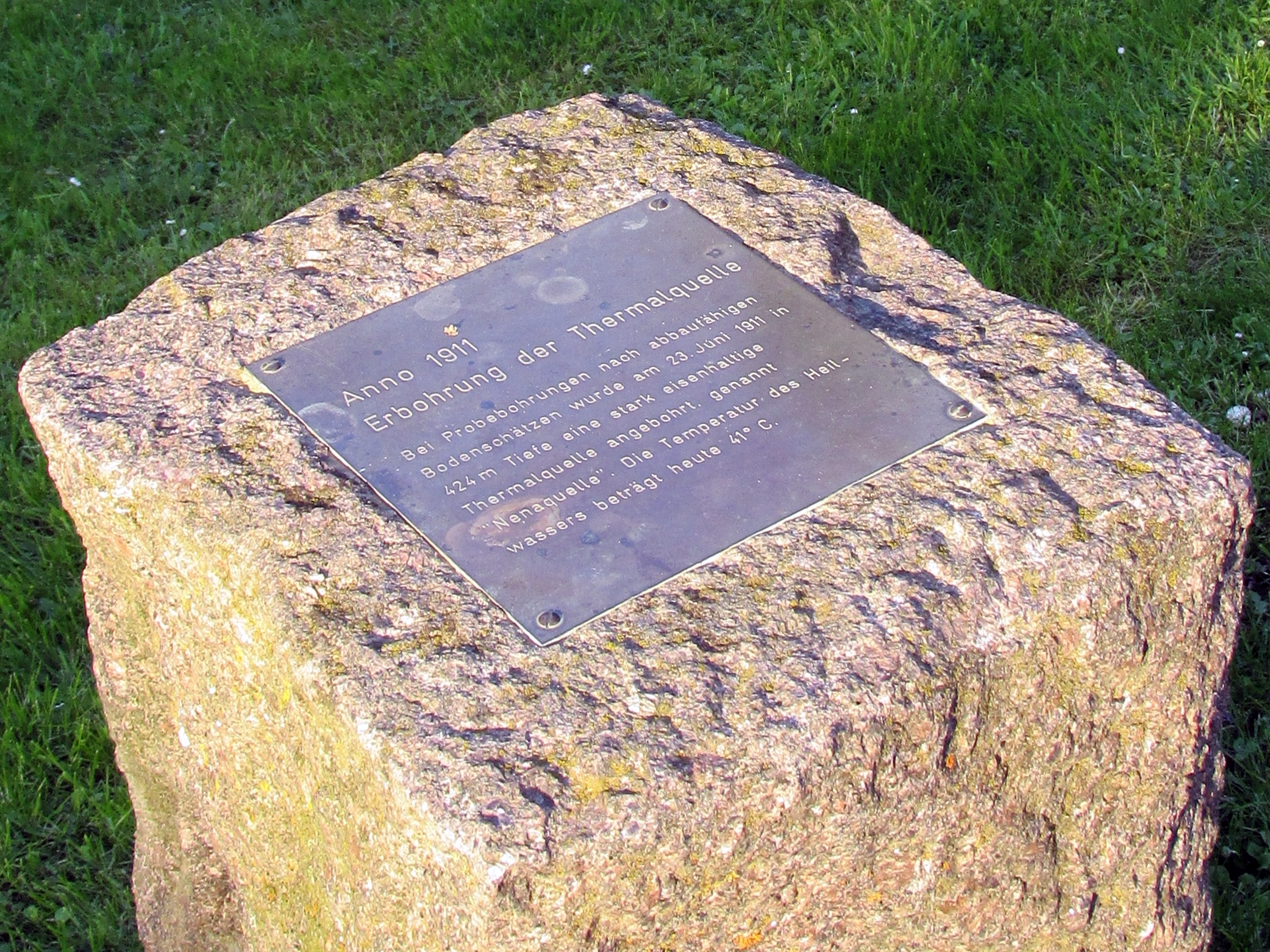
2016 Gedenktafel Nena-Quelle
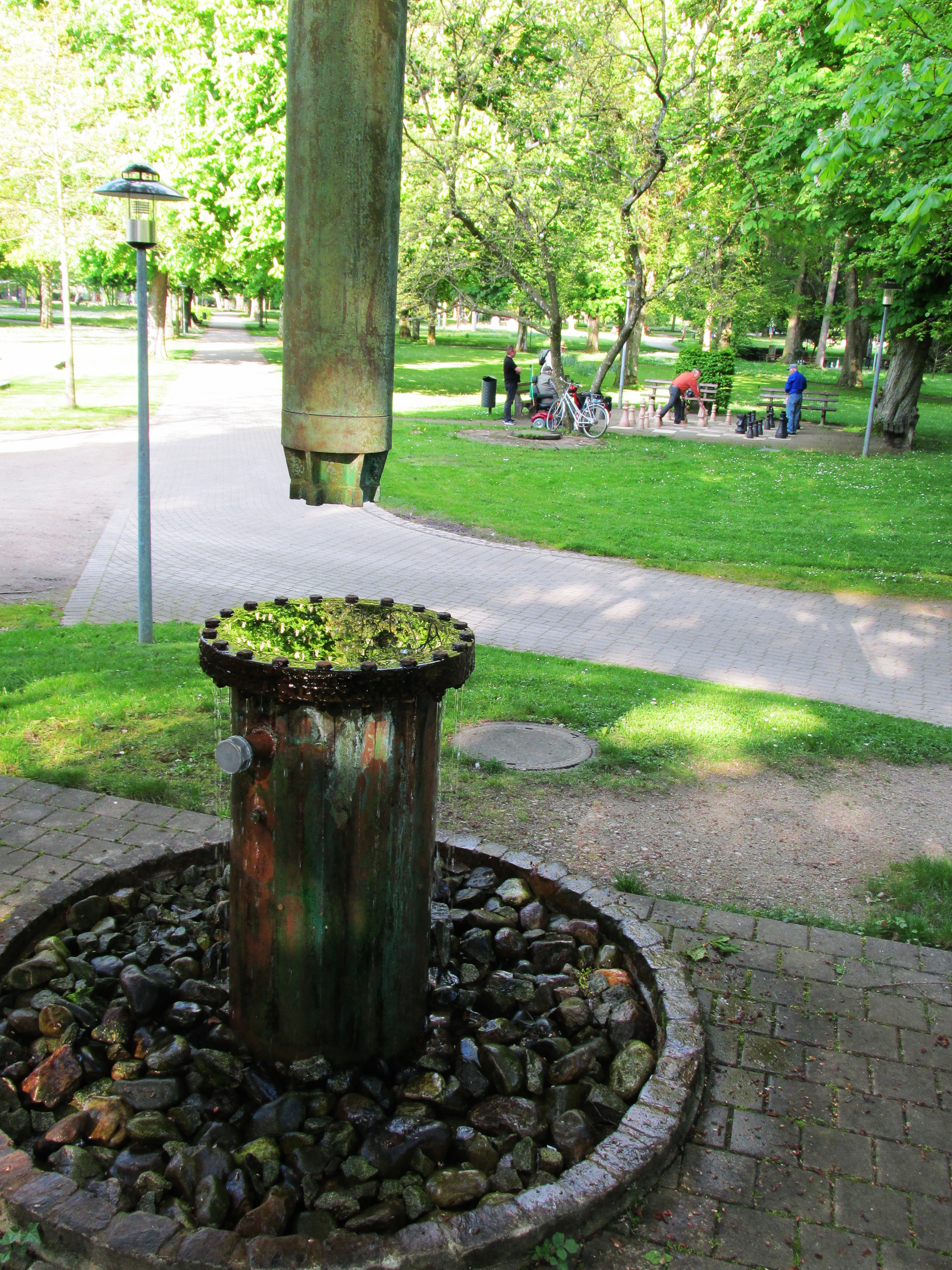
2016 ? Theresienquelle
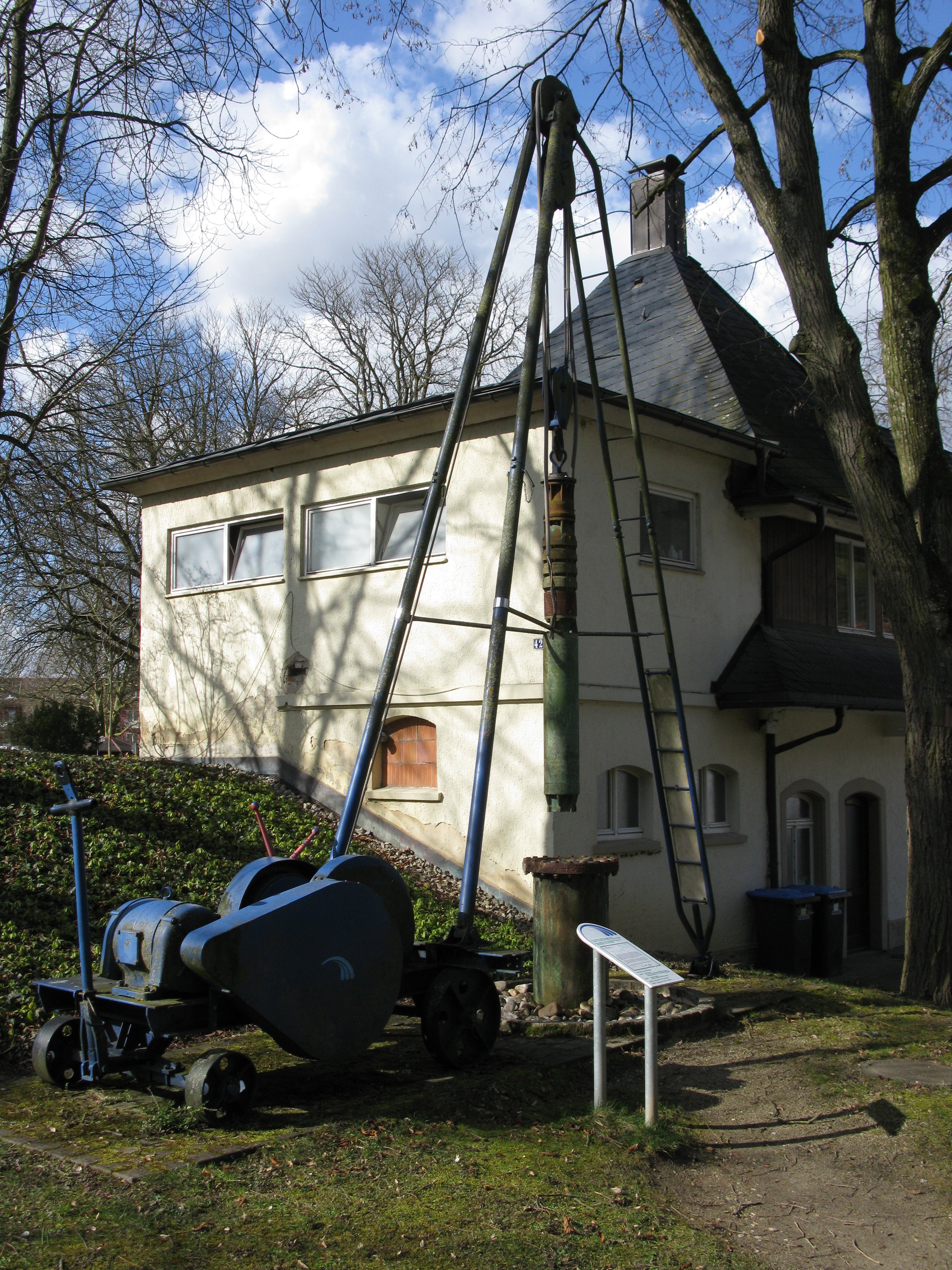
2015 Technik
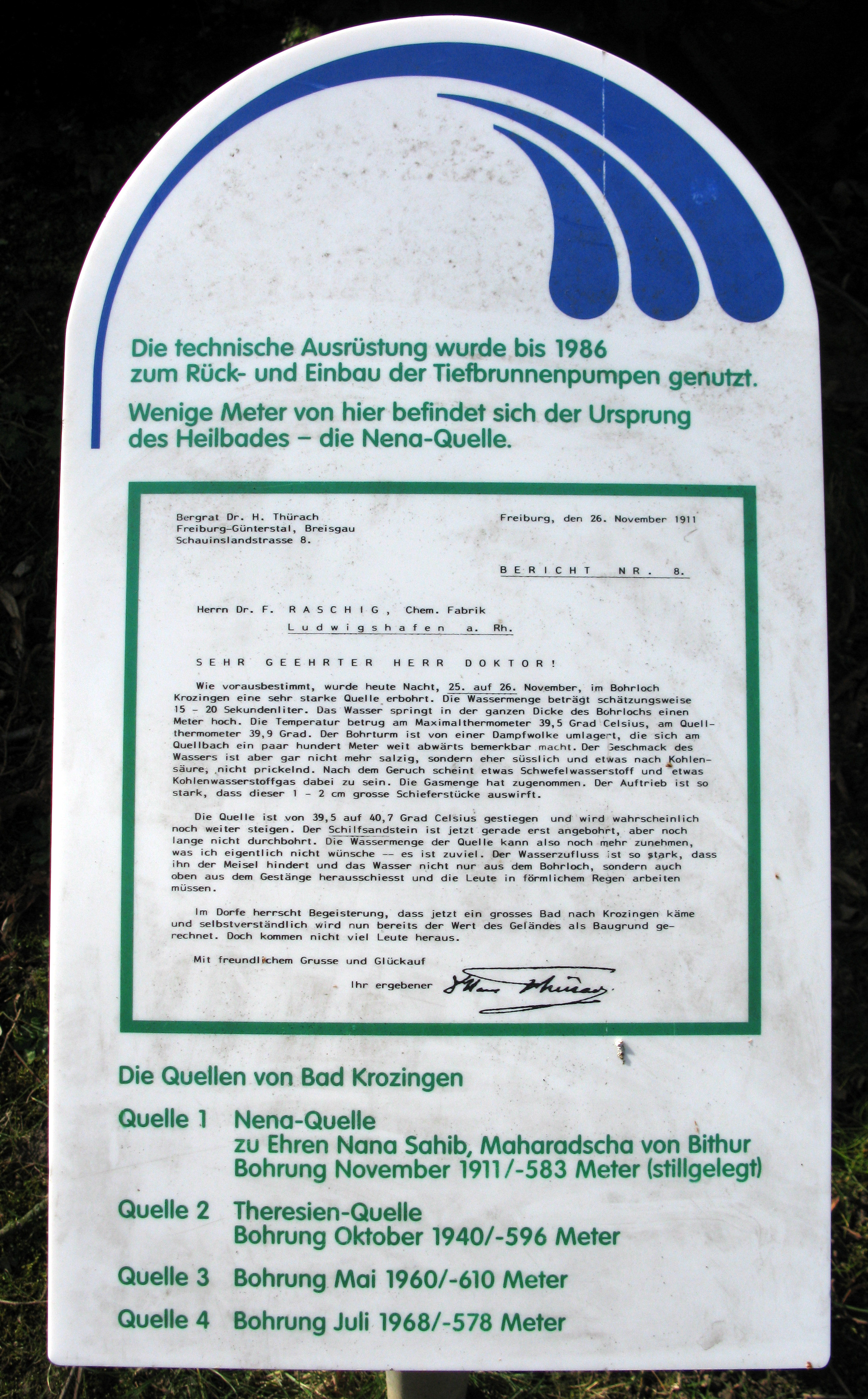
2015 Tafel
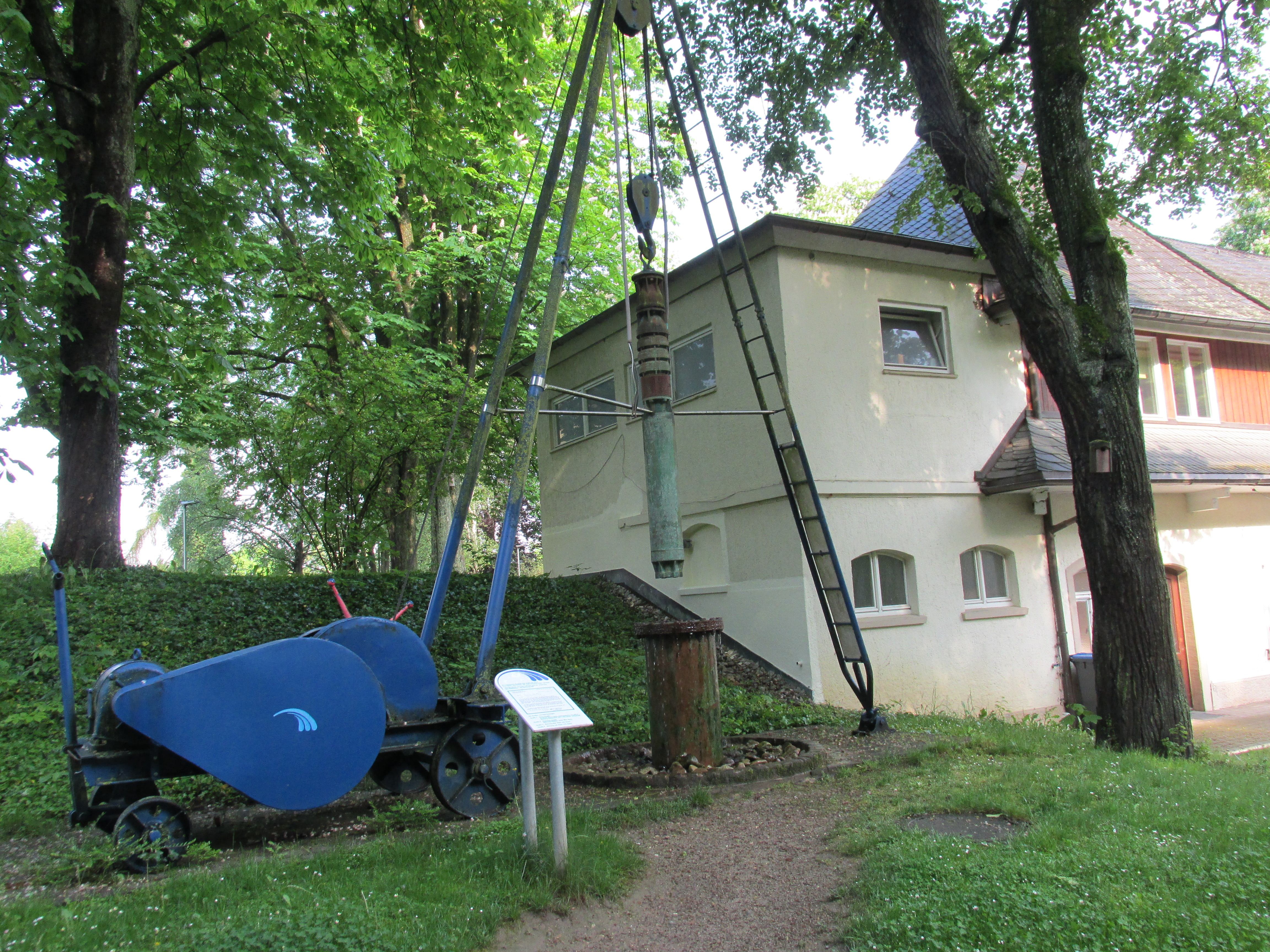
2016 Tiefbrunnenpumpe
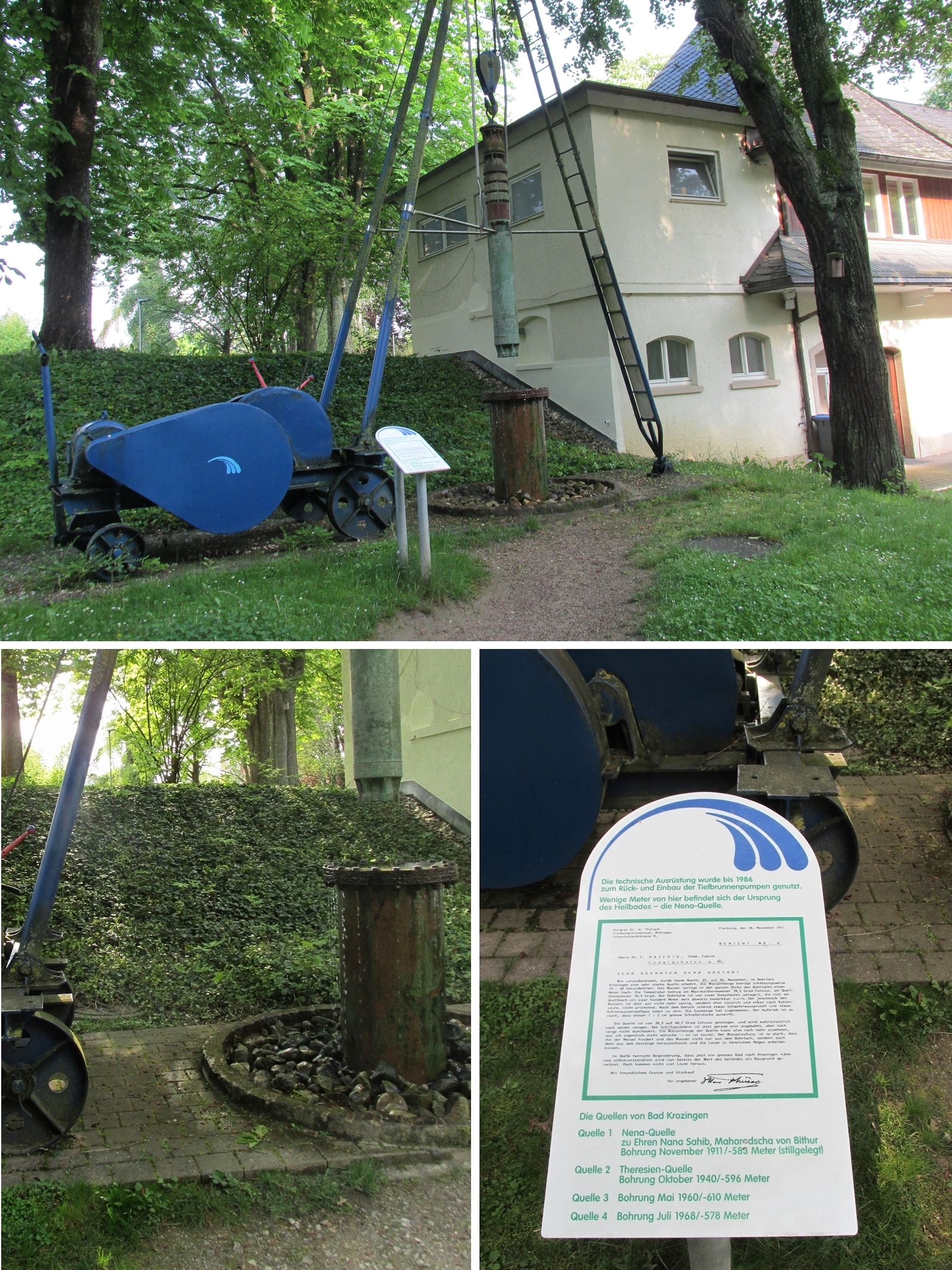
2015 Tiefbrunnenpumpe
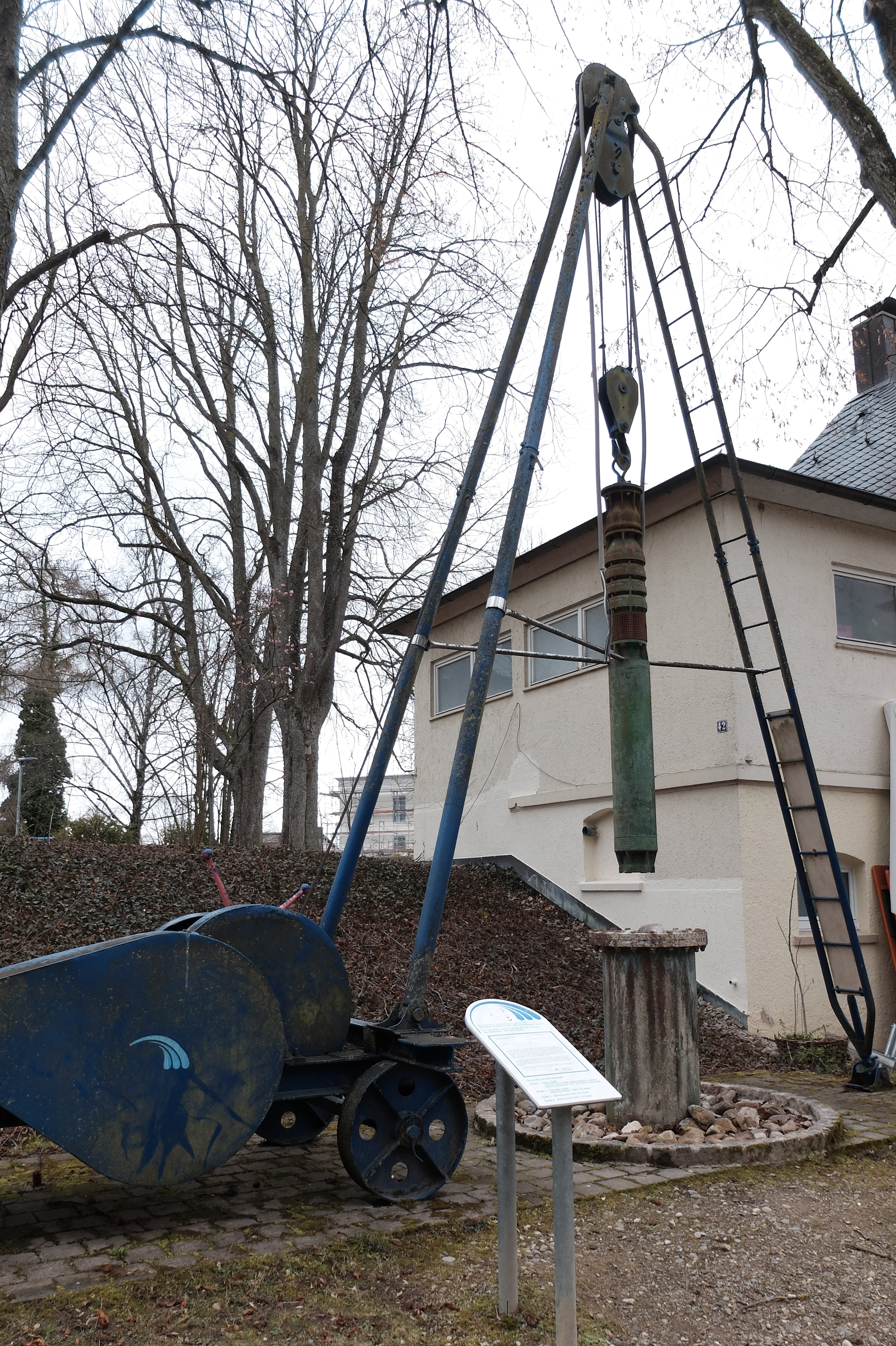
2022 Tiefbrunnenpumpe
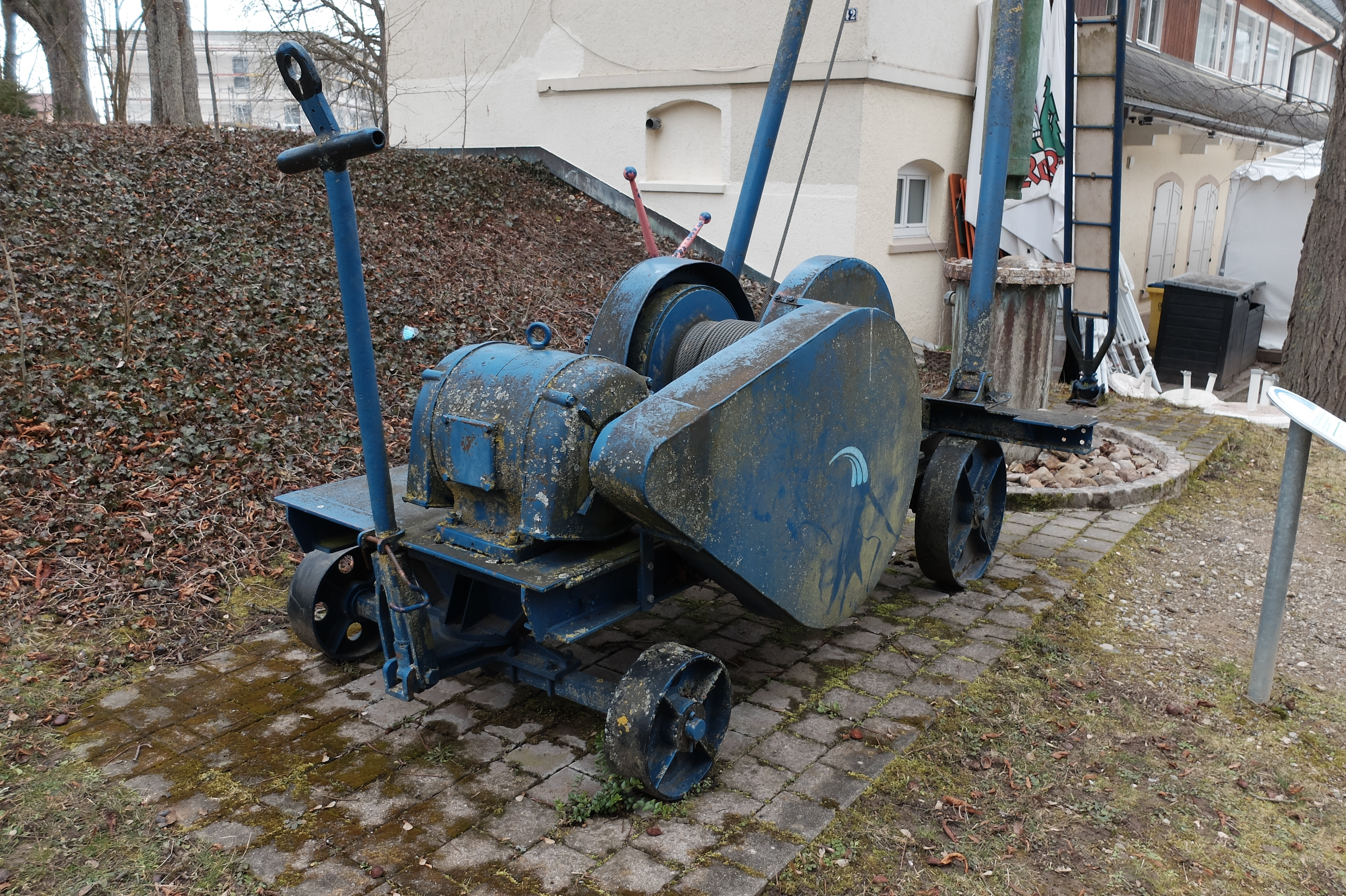
2022 Tiefbrunnenpumpe
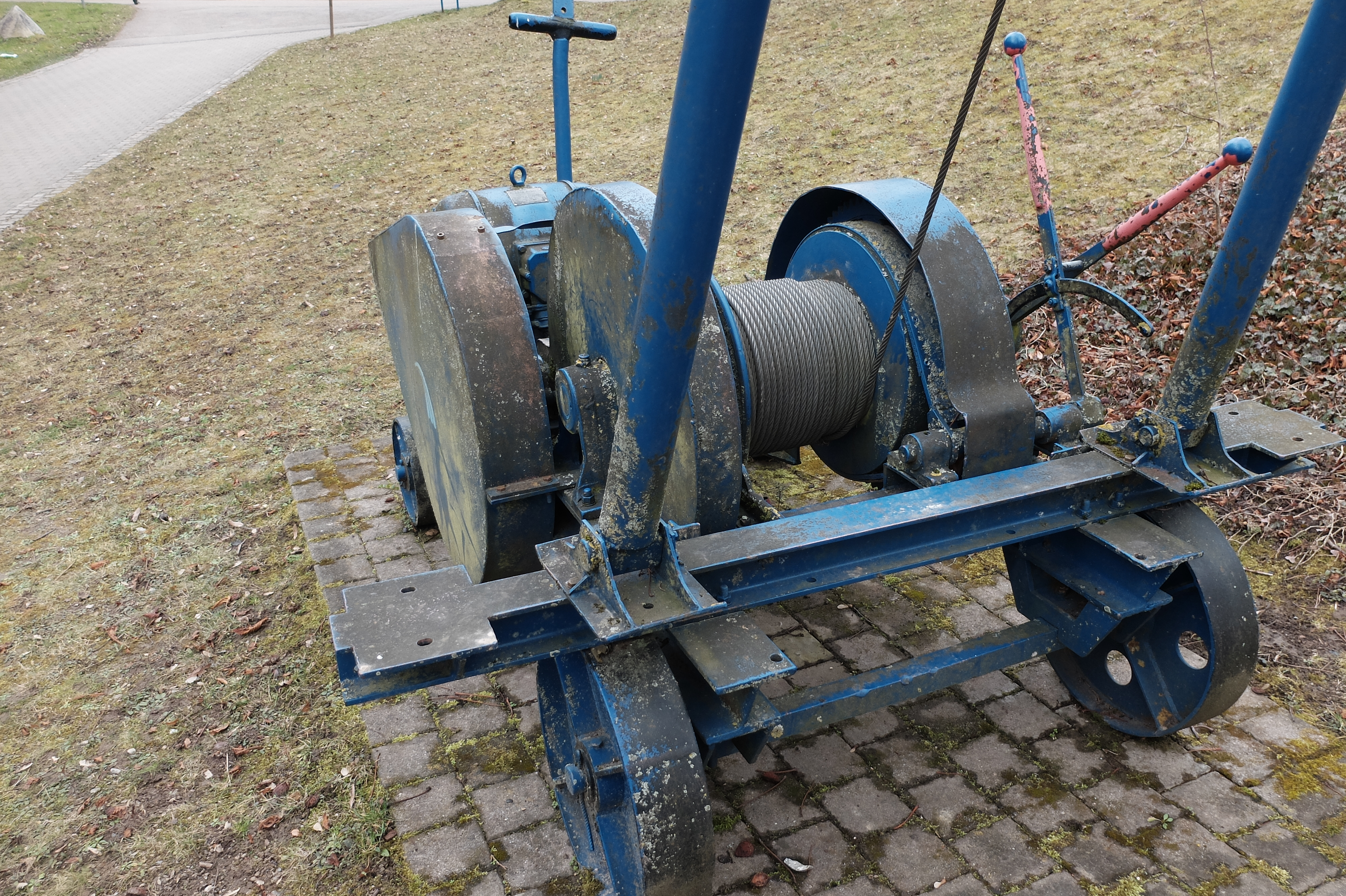
2022 Tiefbrunnenpumpe
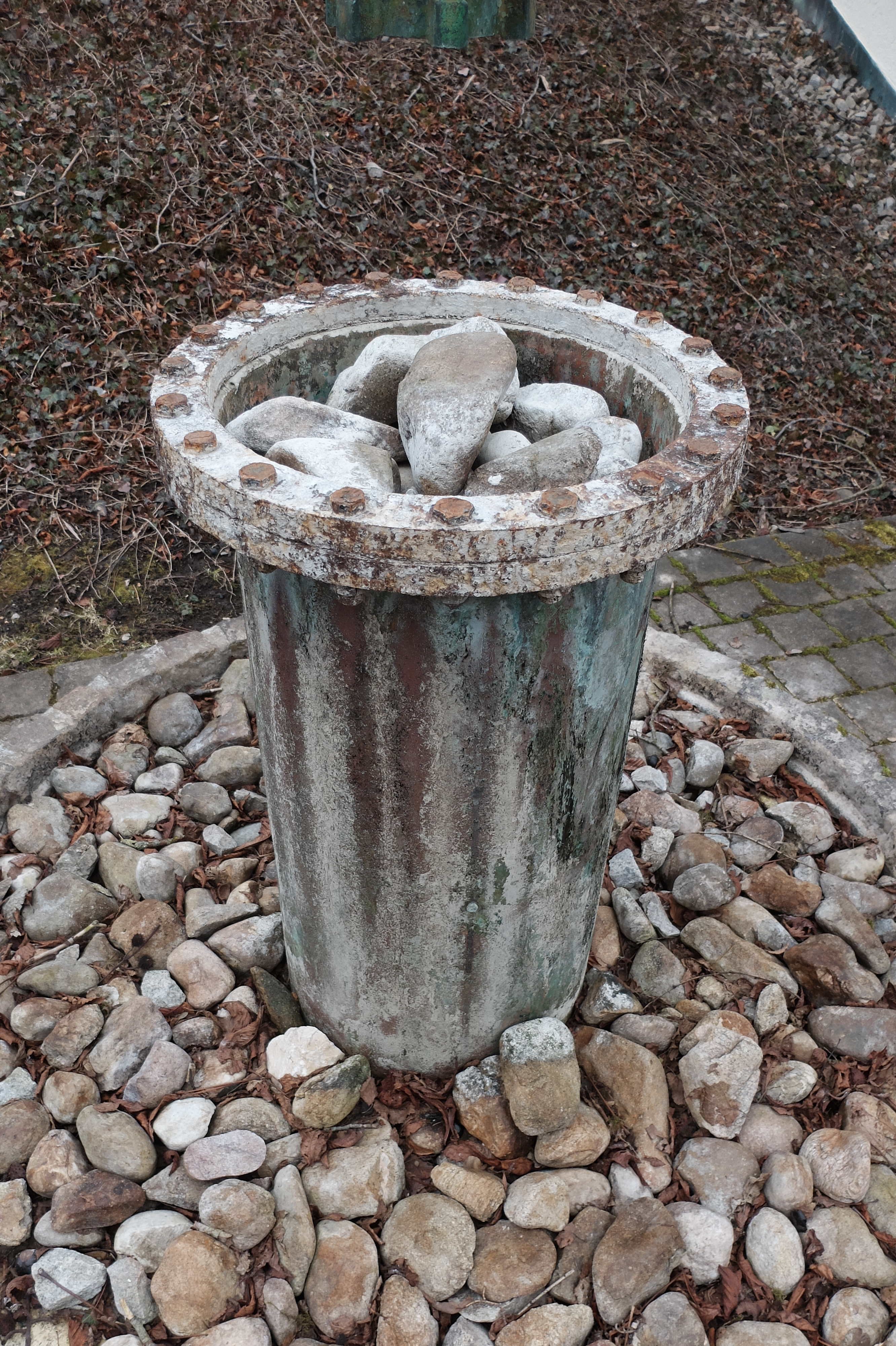
2022 Tiefbrunnenpumpe
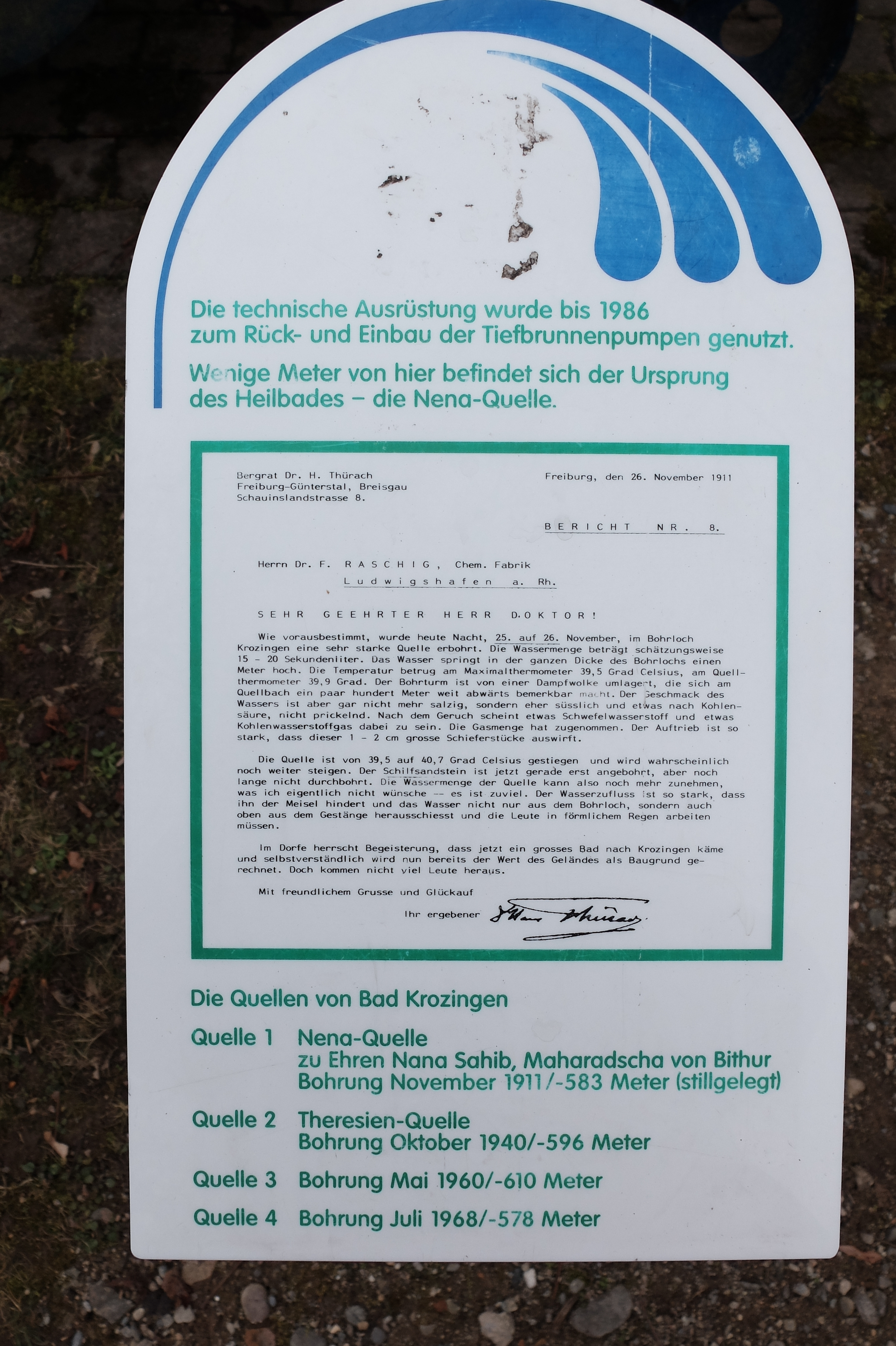
2022 Tafel

## Die Thermalwasserbohrungen in Bad Krozingen

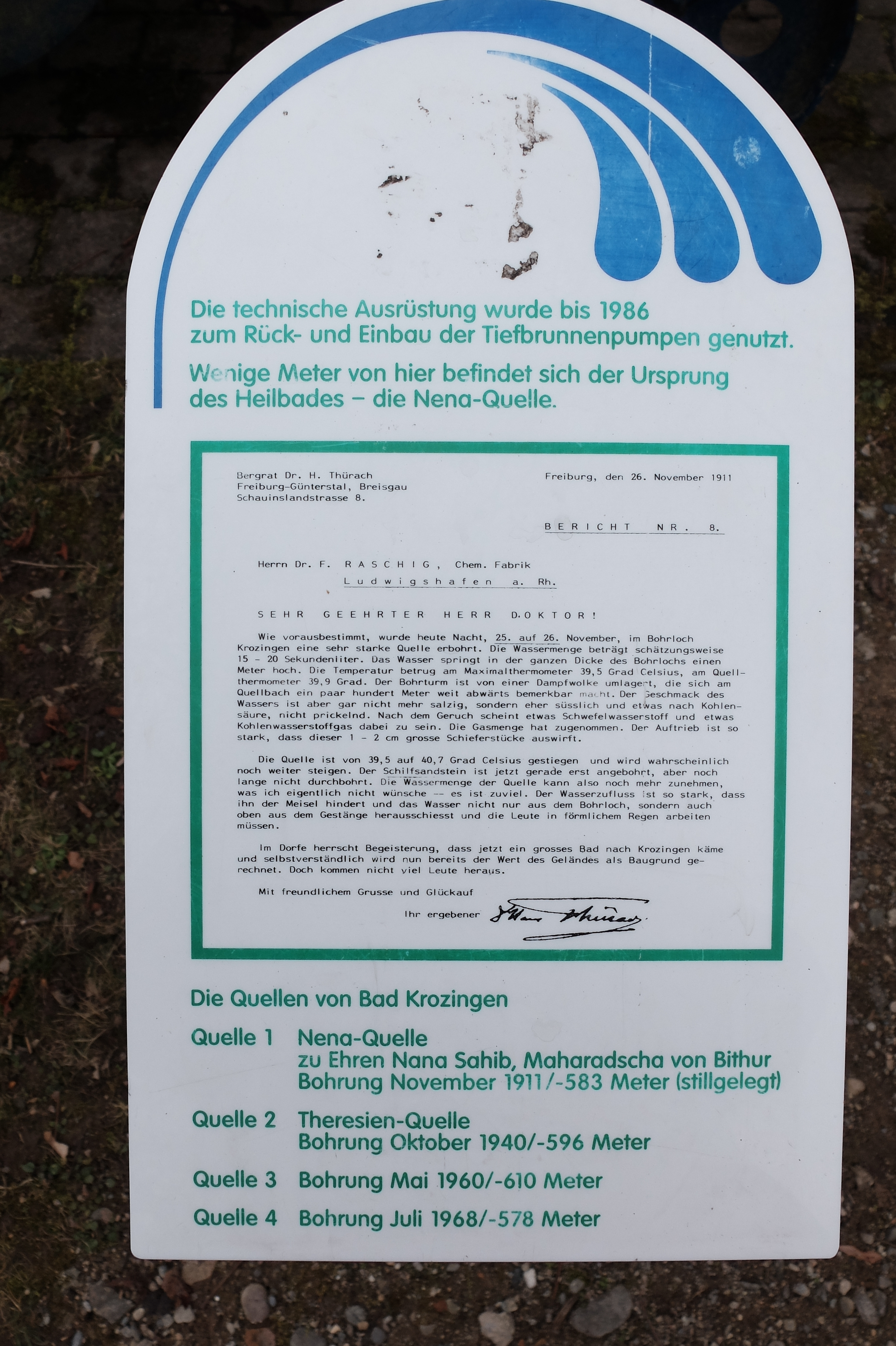
Infotafel Nena-Quelle

Im Bad Krozingen wurden eine Reihe von Bohrungen zur Gewinnung von Thermalwasser durchgeführt. Die erreichten Endteufen lagen dabei um 600 m. Auf einer Infotafel im Kurpark von Bad Krozingen werden 4 Quellen aufgeführt und kurz beschrieben:

### Quelle 1 – Nena-Quelle
- Bohrung November 1911[18]
- Endteufe 583 m
- stillgelegt

### Quelle 2 – Theresien-Quelle
- Bohrung Oktober 1940
- Endteufe 596 m

### Quelle 3
- Bohrung Mai 1960
- Endteufe 610 m

### Quelle 4
- Bohrung Juli 1968
- Endteufe 578 m

Bauten der ? Quelle 3 im Kurpark Bad Krozingen
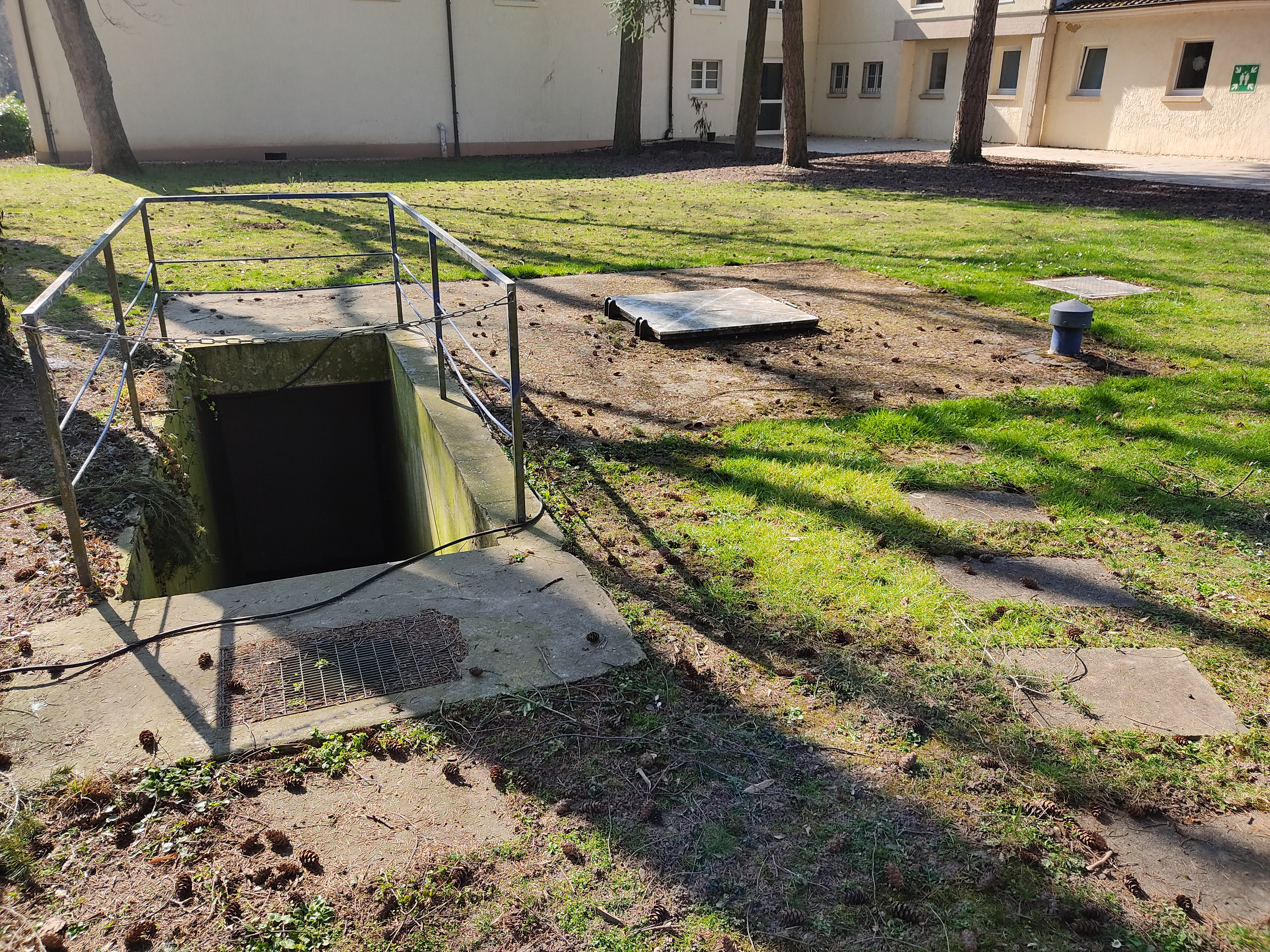
Bauten ? Quelle 3
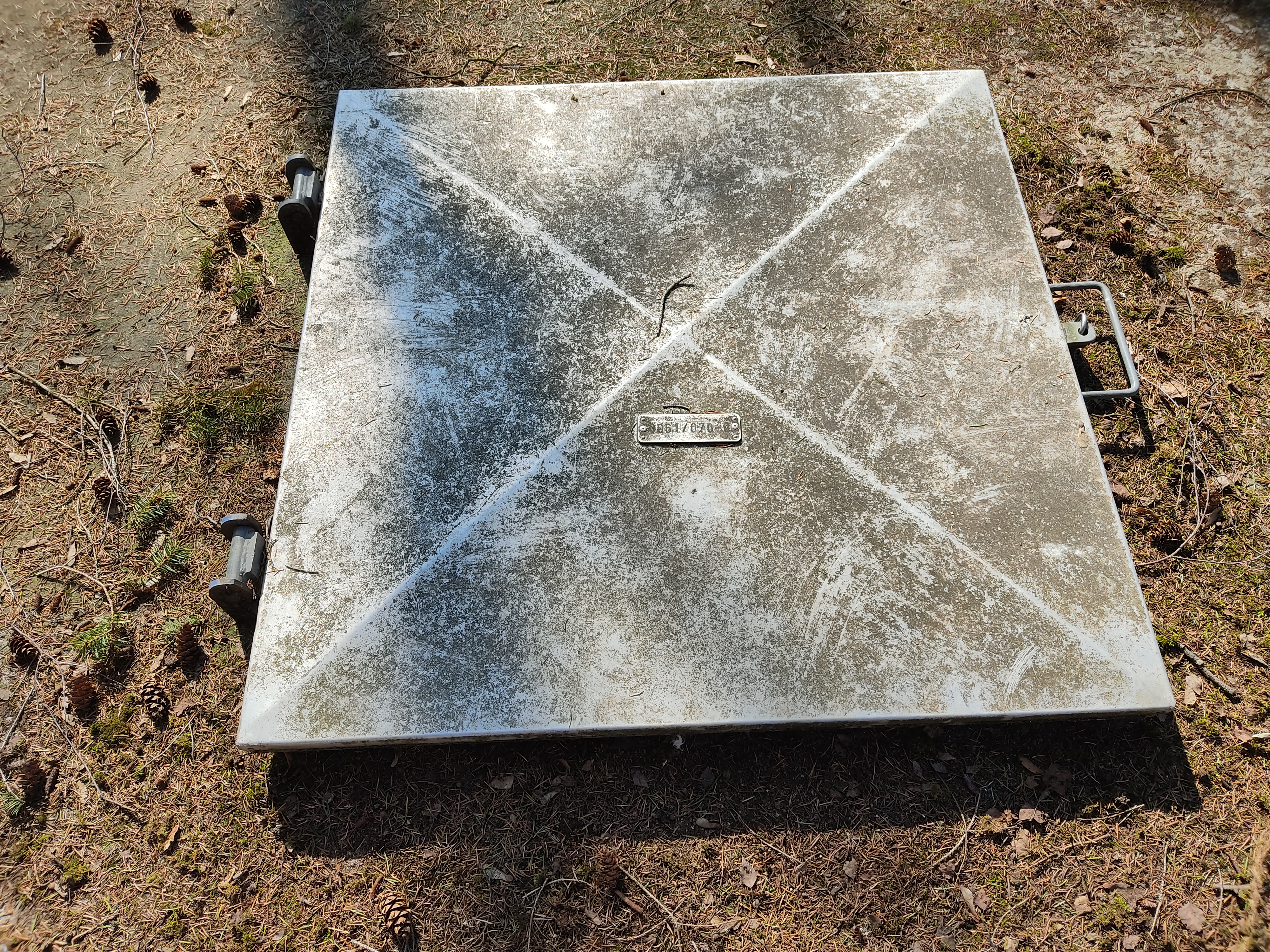
Bauten ? Quelle 3
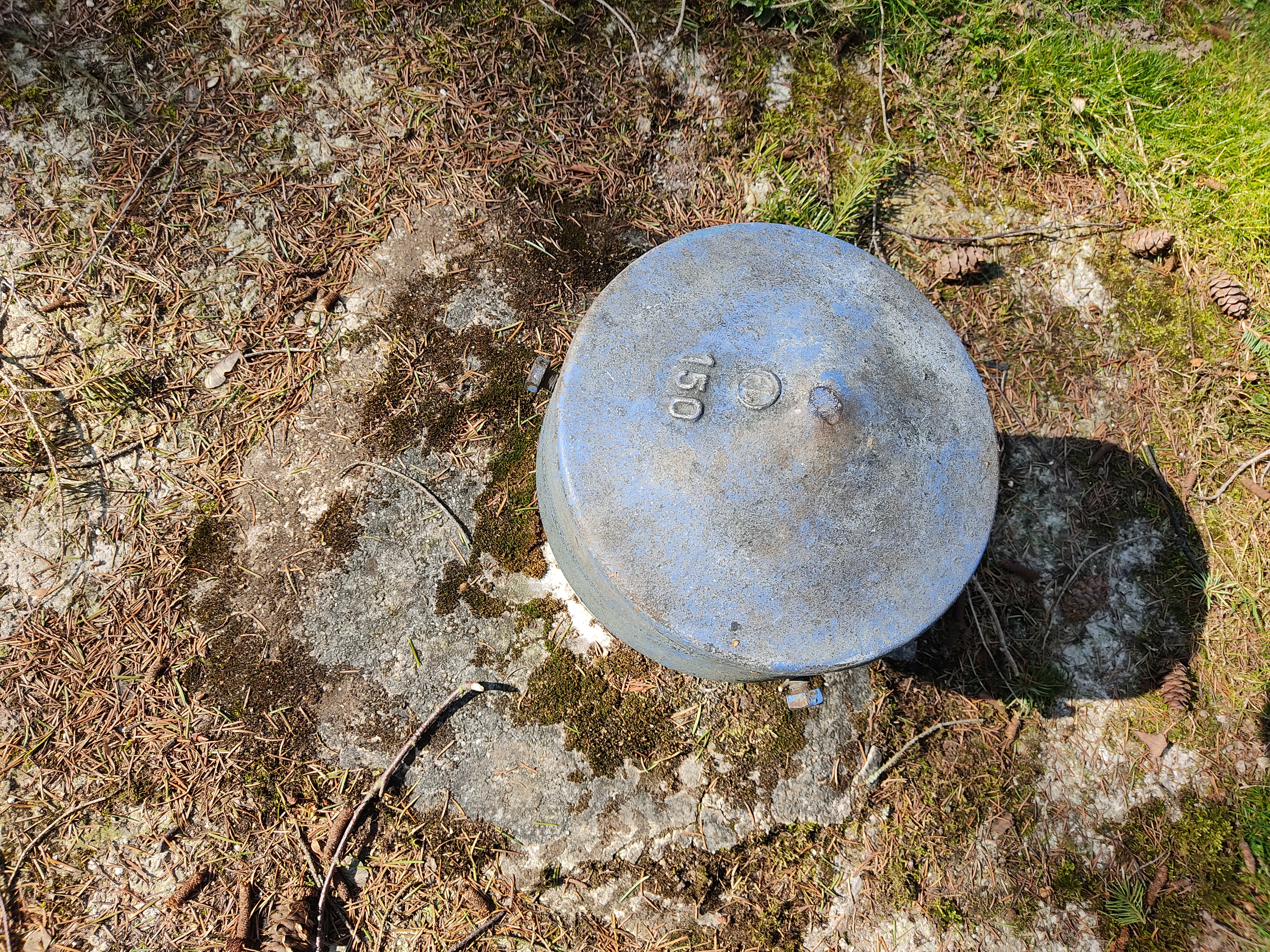
Bohrloch ? Quelle 3, Kaliber 150 mm

In der ARD-Mediathek ist ein SWR-Beitrag Thermalquelle Bad Krozingen von 1960 zu finden, der die Bohrarbeiten an Quelle 3 dokumentiert. Ein typischer Bohrmeißel der damaligen Zeit ist auf dem Gelände des LGRB ausgestellt.

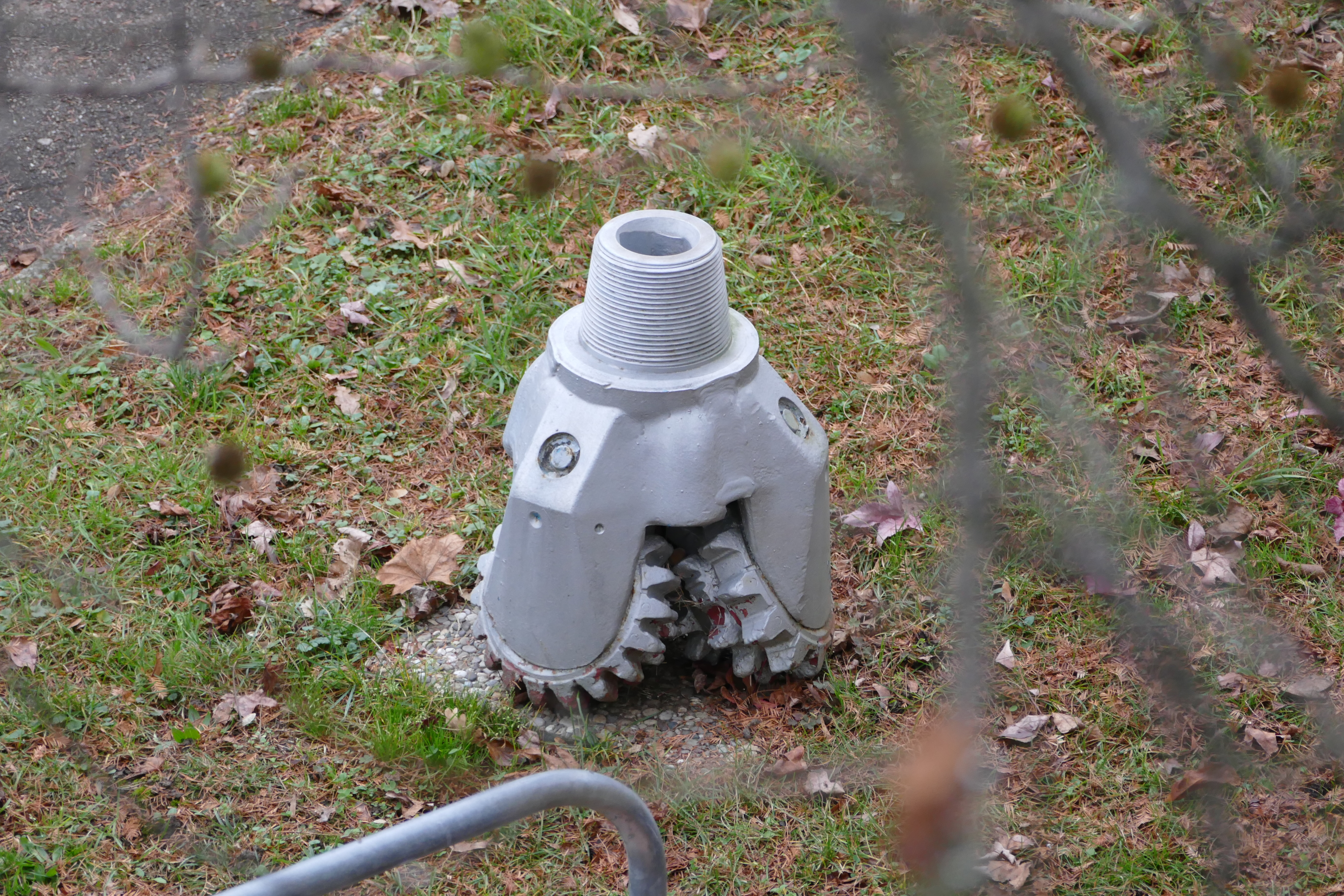
Bohrmeißel

### LGRB-Aufschlussdaten
Diese 4 Quellen finden sich in Datenbeständen des Landesamtes für Geologie, Rohstoffe und Bergbau (LGRB) und in entsprechenden Veröffentlichungen:
- Im Kartenviewer des LGRB[20] findet man im Kurpark von Bad Krozingen 4 Tiefbohrungen auf Thermalwasser mit den unten aufgeführten Daten
  - Nummer des TK25-Blattes mit einer LGRB-Internen Archivnummer, Koordinaten im Gauß-Krüger-Koordinatensystem (DHDN3, auch als EPSG:31467 bezeichnet)
  - Diese Daten sind auch in der Bohrpunktkarte Deutschland der Staatlichen Geologischen Dienste (SGD) hinterlegt, dort auch im Koord.System ETRS89 / UTM zone 32N (EPSG:25832) angegeben
- in der Veröffentlichung Mineral-, Heil- und Thermalwässer, Solen und Säuerlinge in Baden-Württemberg, LGRB-Fachbericht, 2006[21] sind weitere Attribute der Bohrungen aufgelistet. Die Thermalwässer in Bad Krozingen stammen alle aus Karbonatgesteinen (Kalkstein, Dolomit) der geologischen Einheit Oberer Muschelkalk (moR)[22], die mit Mächtigkeiten von bis zu 30 m in Tiefen um 600 m angetroffen wird
- auf der Seite der Staatlichen Geologischen Dienste Deutschlands[23] findet man eine Liste von 3 Bohrungen in Bad Krozingen mit geothermischer Nutzung in Betrieb (Stand 2006)[24]

| TK25-Nr./LGRB-Archivnummer | LGRB-Aufschlussname                                                | Gauss-Krüger-Koord. Rechts-/Hochwert Lage | Ansatzhöhe (m) | Bohrtiefe (m) | Bohrzeit  |
| -------------------------- | ------------------------------------------------------------------ | ----------------------------------------- | -------------- | ------------- | --------- |
| 8012 / 308                 | Thermalwasserbohrung 1 Bad Krozingen, Katharinen-Quelle (Quelle 1) | 3402350 / 5309755 7.692487/47.918503      | 224            | 583           | 1910/1911 |
| 8012 / 61                  | Thermalwasserbohrung 2 Bad Krozingen, Theresien-Quelle (Quelle 2)  | 3402347 / 5309776.5 7.692442/47.918696    | 226            | 596.78        | 1939/1940 |
| 8012 / 309                 | Thermalwasserbohrung 3 Bad Krozingen (Quelle 3)                    | 3402354 / 5309835 7.692522/47.919223      | 223.89         | 610           | 1960      |
| 8012 / 270                 | Thermalwasserbohrung 4 Bad Krozingen (Quelle 4)                    | 3402118 / 5309681.5 7.689401/47.917802    | 224.63         | 580.25        | 1968      |

### Geologische Profile

#### Thermalbohrung Bad Krozingen II – Theresienquelle
In den Erläuterungen zum Blatt Freiburg u. U. des GLA (1996) ist das detaillierte geologische Profil der Theresienquelle veröffentlicht, im Antrag auf Erteilung einer Erlaubnis zur Aufsuchung von Erdwärme der Badenova-Wärmeplus von 2021 sind ebenso Schichtenverzeichnisse und geologische Profile angegeben:
Nach Groschopf et al. (1996):

Ziel: Thermalwasser

Bohrzeit: 1939

Endteufe: 596,38 m

Lage: r02 320 / h09 800; Höhe ü. NN: 226 m

Teufenangaben:

bis 70,5 m Quartär (Holozän bis Pleistozäm) (Lehm, Kies, Geröll)

bis 130 m Mittlerer Jura (Hauptrogenstein) (Kalkoolith, Lehm, Kies)

bis 330 m Mittlerer Jura bis Opalinuston (Mergel, Kalke)

bis 405 m Unterer Jura (Mergelkalk, Kalkstein)

bis 470 m Oberer Keuper (Mergel, Schilfsandstein)

bis 553 m Mittlerer Keuper (Ton, Anhydrit)

bis 563 m Unterer Keuper (Anhydrit, Dolomit, Sandstein)

bis 596 m Oberer Muschelkalk (Kalkstein)

Anmerkungen:
- Im Januar 1978 wurde ein Pumpversuch über 66 Stunden durchgeführt: es ergaben sich zuerst Fördermengen von 42 l/s, später von 19,7 l/s bei Temperaturen um 40 °C, mit 4 g gelösten Stoffen (Mineralien, Kohlendioxid)
- Temperaturgradient: 5 °C je 100 m
- Die Bohrungen 1,3 und 4 haben eine ähnliche Schichtenfolge wie die Bohrung 2[27]

## Badebetrieb bis 1995
Bereits kurz nach der erfolgreichen Thermalwasserbohrung stellte man neben dem Bohrturm eine große hölzerne Wanne auf, die mit Thermalwasser gefüllt, von der Bevölkerung sehr gut angenommen wurde.
1912 wurde zwischen der Nena-Quelle GmbH und Adolf Zimber vereinbart, dass dieser auf seinem Grundstück eine Badeanstalt errichtet. Anfang 1914 eröffnete man das erste Badehaus mit 30 Holzbottichen als Wannen sowie Ruhekabinen.
1929 erfolgte der Anbau eines neuen Gebäudeflügels und 1927 einer Liegehalle. Bis 1929 wurden im Badehaus bereits 50 Badewannen angeboten.
Von 1933 bis 1945 war der Badebetrieb wegen der Kriegswirren stark eingeschränkt zumal auch die geförderte Wassermenge wegen Ablagerungen in den Rohren stark abnahm. 1940 wurde daher mit einer weiteren Bohrung eine zweite Quelle erschlossen.
1940 wurde die Nena Quelle GmbH in Thermalbad Krozingen GmbH umbenannt. Nach Überstandenen Kriegswirren mit deutlichen Einschränkungen des Badebetriebs wurde das Bad Ende 1947 wieder in Betrieb genommen.
Das Badehaus wurde bis 1993 betrieben.

## Thermalbad Vita-Classica-Therme
1978 wurde die Kur- und Bäderverwaltung GmbH gegründet, 1995 wurde die neu erbaute Sauna- und Badelandschaft Vita Classica eröffnet. 2011 wurden umfangreiche Investitionen in neue Attraktionen getätigt, die pünktlich zum 100-jährigen Jubiläum des Badebetriebs eingeweiht werden konnten. Zum Jahresende schloss sich ein großer Festakt mit dem Motto 100 Jahre Thermalwasser an.
2013 wurden im Foyer der Vita Classica Therme in einer Vitrine Exponate (Literatur, Fotos, Berichte etc.) zum Thema „Vom Badehaus zur Vita Classica“ ausgestellt. Ein schematisches Bohrprofil und ein Poster Das Thermalwasser veranschaulichten die geologischen Details.
Das Thermalbad Vita-Classica-Therme wird aus der Thermalwasserbohrung 4 gespeist, die sich auf dem Badgelände befindet.
Nach einer Heilwasseranalyse von 2011 hat das Wasser bei ca. 40° einen Mineraliengehalt von 4 g pro Liter und eine Kohlensäuregeahlt von 2 g pro Liter, einen der höchsten Werte in Europa.
Thermal- und Mineralwässer lassen sich aufgrund ihrer Bestandteile klassifizieren, demnach ist das Thermalwasser von Bad Krozingen als Mineral-Thermal-Säuerling einzuordnen.

Vita-Classica-Therme
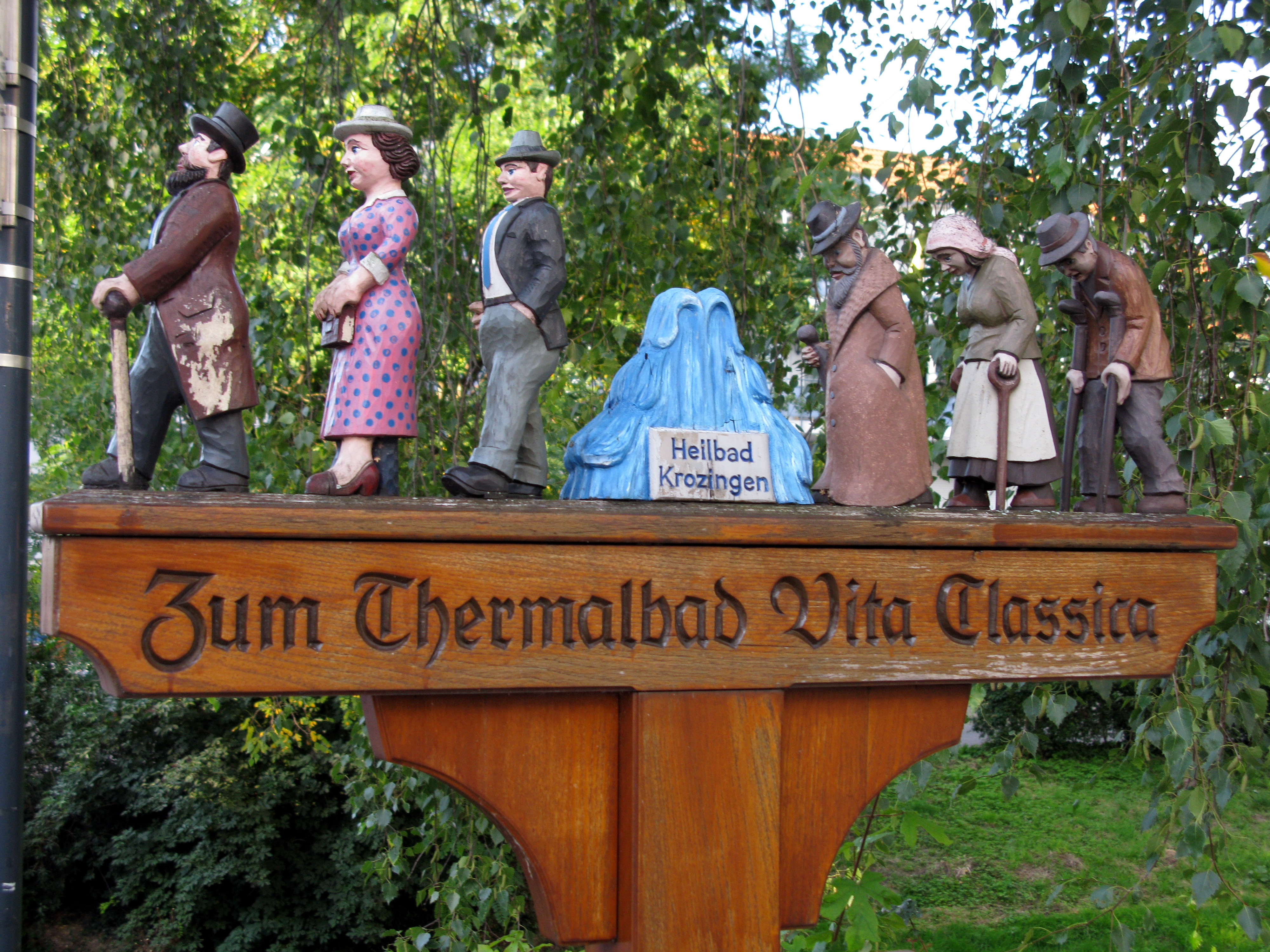
2014 Wegweiser zum Thermalbad
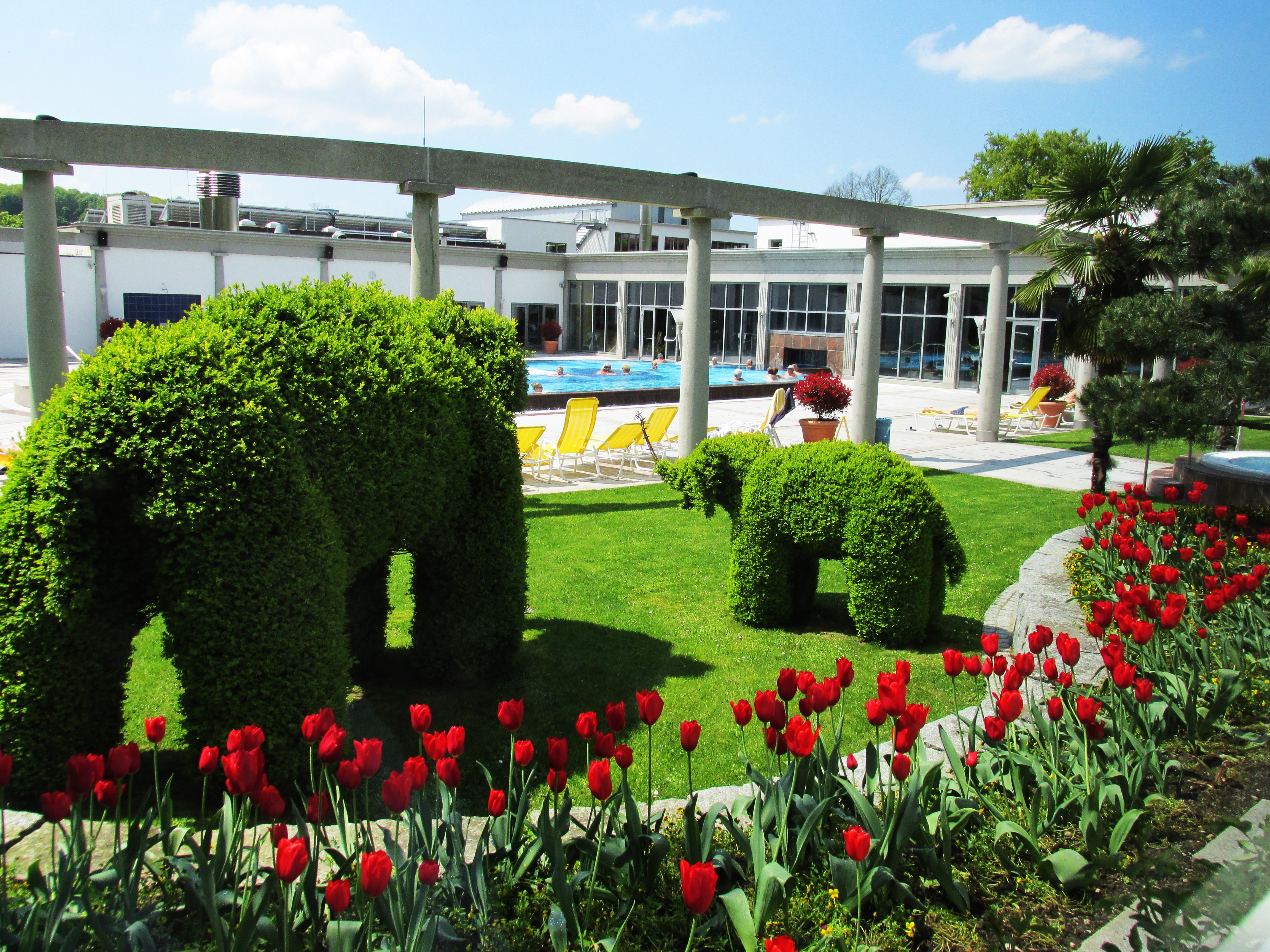
2016 Therme
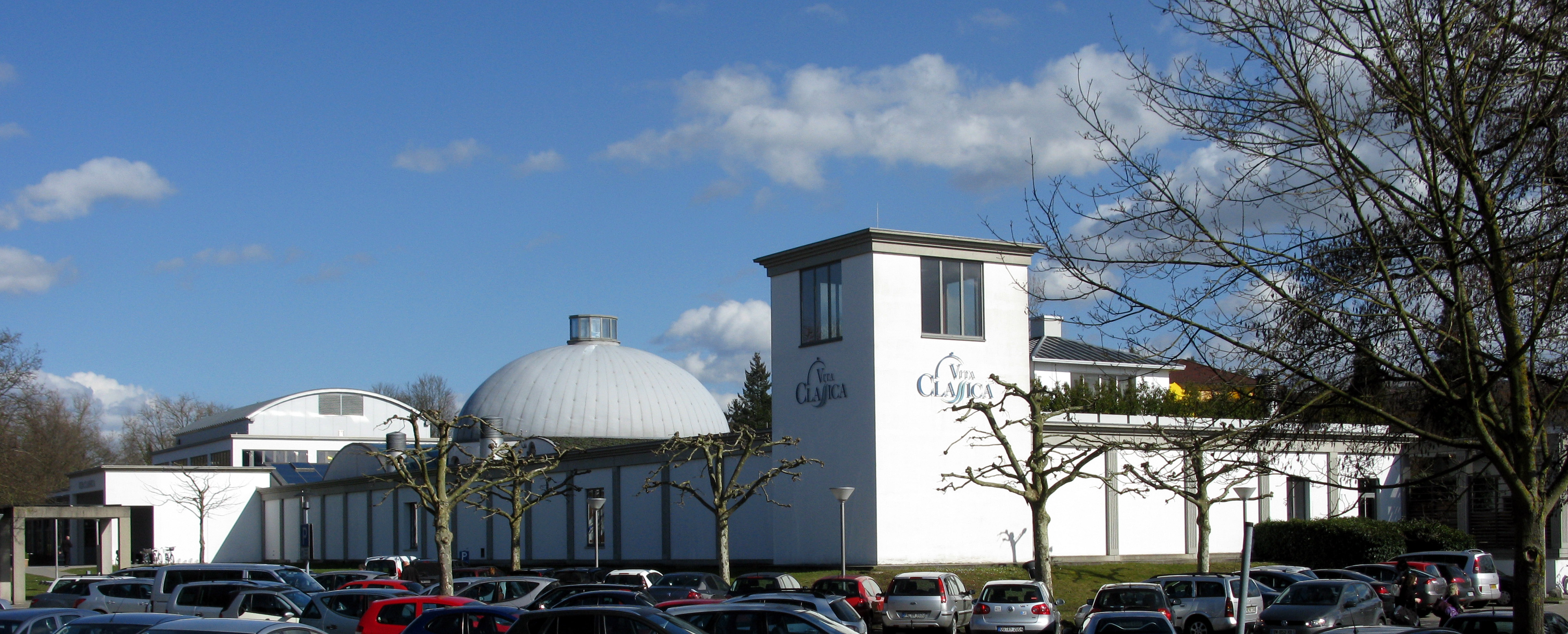
2015 Therme
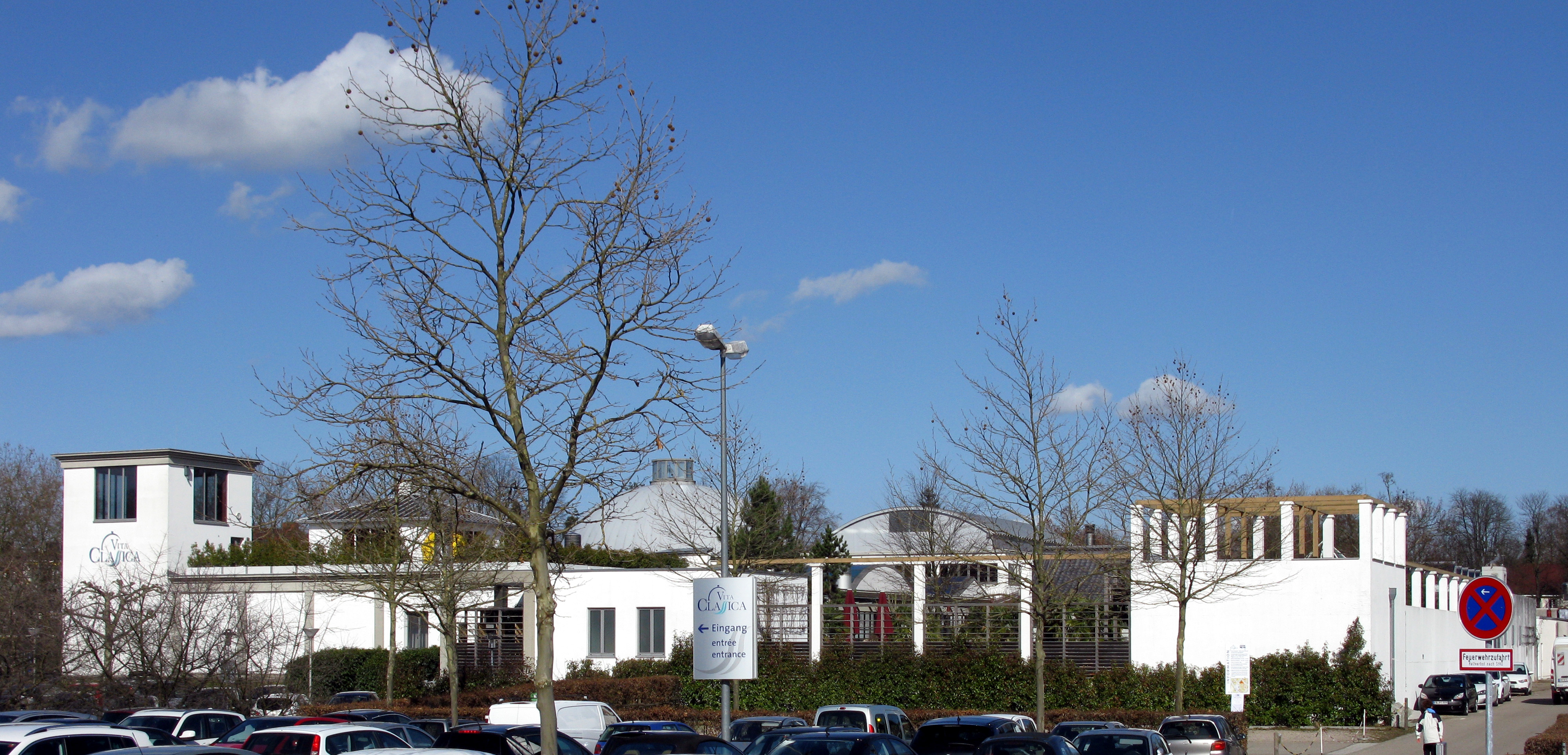
2015 Therme

Für die Thermalquelle IV Bad Krozingen wurde ein Heilquellenschutzgebiet mit einer Gesamtfläche von 8333 ha festgelegt, das entspricht einem Quadrat mit der Seitenlänge von ca. 9 km.

„Als Heilquellenschutzgebiete wird gemäß den Richtlinien für Heilquellenschutzgebiete
der Länderarbeitsgemeinschaft Wasser aus dem Jahr 1998 i. d. R. das
Gebiet abgegrenzt, in dem durch Einrichtungen, Handlungen und Vorgänge eine
Beeinträchtigung der Heilquellen möglich ist.
Die Schutzgebiete werden dabei in
unterschiedliche Schutzzonen eingeteilt, um unterschiedliche Schutzmaßnahmen
festzusetzen, die die hydrogeologischen Verhältnisse, die Auswirkungen von
Gefahrenherden und die Entfernung zur Fassungsanlage berücksichtigen.
Heilquellenschutzgebiete sollen den quantitativen und qualitativen Schutz der Heilquelle sicherstellen.“

## Pressespiegel
In der regionalen und überregionalen Tagespresse sind Nachrichten zur Nena-Quelle und der Entwicklung des Thermalbades in Bad Krozingen zu finden.

„Amtliche Nachrichten. Seine Königliche Hoheit der Großherzog haben unter dem 22. Januar gnädigst geruht, die Landesgeologen Bergrat Dr. Ferdinand Schalch, Bergrat Dr. Hans Thürach und Dr. Karl Schnarrenberger in Karlsruhe auf 1. Oktober 1910 nach Freiburg zu versetzen.“

„Freiburg, 15. Jan. Die Nena=Quelle bei Krozingen. Die bei Krozingen im November des vorigen Jahres in großer Tiefe auf einer Verwerfungsspalte erbohrte Thermalquelle hat zu Ehren des indischen Freiheitskäpfers Nena Sahib den Namen Nena-Quelle erhalten. Die Quelle hat seit ihrer Erbohrung keine Abnahme erfahren, sondern an Wassermenge und Kohlensäuregehalt bedeutend zugenommen, so daß ein Versiegen derselben nicht mehr zu befürchten ist. In jeder Sekunde entströmen über 100 Liter kohlensäurereichen Mineralwassers mit der hohen Temperatur von 41 Grad Celsius, schäumend und dampfend und 2½ Meter hoch springend dem 12 Zentimeter weiten Bohrloch, im Ablauf einen förmlichen Bach von heißem Wasser bildend. Die Wassermenge ist etwa 10 mal so groß, als sämtlicher Thermalquellen Baden=Badens zusammen genommen. Außerdem tritt in großer Menge Kohlensäuregas aus. Das Mineralwasser perlt im Glase, schmeckt angenehm kohlensauer und vom reichlichen Gehalt an Mineralstoffen eigentümlich herb. Es bekommt vorzüglich, besonders warm an der Quelle getrunken, und nach dem ersten Glase trinkt man gerne ein zweites und drittes. Durch einen beträchtlichen Gehalt an schwefelsaurem Natron neben geringeren Mengen von Magnesiasalzen und etwa 2 Gramm Chlornatrium im Liter besitzt es eine leicht abführende Wirkung. Es enthält bedeutende Mengen von Radium und entwickelt sehr reichlich radioaktive Emanation, sodaß die Radioaktivität im Bach ein paar hundert Meter unterhalb der Quelle größer ist als am Bohrloch. Das Mineralwasser ist sehr heilkräftig und von guter Wirkung bei der Erkrankung der Schleimhäute des Rachens und des Kehlkopfes, des Magens, Darms und der Nieren. Beim Baden erzeugt es den prickelnden Hautreiz der kohlensauren Wasser. Nachdem der Bestand der Quelle gesichert erscheint, soll die Quelle öffentlich zugänglich gemacht werden, sobald die in Arbeit befindliche Fassungsanlage fertiggestellt ist. Außerdem soll das Mineralwasser im reinen und im mit der eigenen radioaktiven Quellenkohlensäure übersättigtem Zustande in Bälde zum Versand gebracht werden. Ueber die Anlage von Badeanstalten sind Beschlüsse seitens der Besitzer noch nicht gefasst. Bergrat Dr. H. Thürach.“

„Krozingen, 15.Jan. Ueber die heiße Quelle
bei Krozingen, welche seit dem November-Erdbeben stärker denn zuvor sprudelt, schreibt Bergrat Dr. Thürich im „Heidel.Tagbl.“: Die im
November 1911 bei Krozingen unweit Freiburg
i.Br. in großer Tiefe erbohrte Theramquelle
hat zu Ehren des Indischen Freiheitskämpfers
Nena Sahib den Namen Nenaquelle erhalten.
Die Quelle hat seit ihrer Erbohrung auf einer
Verwerfungsspalte keine Abnahme erfahren, sondern an Wassermenge und Kohlensäuregehalt
bedeutend zugenommen, sodaß ein Versiegen derselben, wie es bei neuerbohrten Quellen zuweilen
vorkommt, nicht mehr zu befürchten ist. Schäumend und dampfend entströmen dem Bohrloch
in jeder Sekunde über 100 Liter kohlensäurereichen Mineralwassers, mit der hohen Temperatur von 41 Grad Celsius.
Es ist die wasserreichste Theramquelle Deutschlands. Mit dem
Wasser tritt eine große Menge Kohlensäuregas
aus. Das Mineralwasser perlt im Glase, schmeckt
angenehm kohlensauer und eigentümlich herb.
Es bekommt vorzüglich, wennn es warm an der
Quelle getrunken wird. Durch eine beträchtlichen Gehalt an schwefelsaurem Natron neben
geringeren Mengen Magnesiasalzen besitzt es eine
leicht abführende Wirkung. Es enthält auch
eine Menge Radium und entwickelt sehr langsam
reichlich radioaktive Emanation. Nachdem der
Bestand der Quelle gesichert erscheint, soll sie nun
öffentlich zugänglich gemacht werden. Außerdem
soll das sehr heilkräftige Mineralwasser im reinen und mit der eigenen radioaktiven Kohlensäure übersättigtem Zustande
in Bälde zum Versand gebracht werden. Ueber die Anlage von
Badeanstalten und Inhalatorien sind Beschlüsse
seitens des Besitzers, einer Gesellschaft von Herren
in Mannheim und Ludwigshafen noch nicht
gefaßt. Es ist möglich, daß ein Teil des Wassers
nach Freiburg geleitet wird.“

„Freiburg. 17. Jan. Die Krotzinger heiße Quelle. Zur Ausnützung der durch das letzte Erdbeben in erheblich verstärktem Maße zutage getretenen heißen Quelle in Krotzingen hat sich eine „Gesellschaft Nena-Quelle m. b. H.“ gebildet, mit dem Sitze in Mannheim. Das Stammkapital beträgt 57 500 M. Die Gesellschaft ist berechtigt, Bohrungen vornehmen zu lassen und nach Mineralien und sonstigen Produkten zu suchen. Ein Teil der Quelle soll nach Freiburg geleitet werden.“

„Freiburg, 19. Jan. Herr Bergrat Dr. Thürach tritt in der„Freiburger Zeitung“ den Behauptungen entgegen, daß die bei Krozingen erbohrte Thermalquelle durch das Erdbeben vom 16. Nov. v.Js. veranlaßt worden sei. Wie er schreibt, ist die Quelle erst am 25. Nov., 9 Tage nach dem Erdbeben, erbohrt worden. Vorher hat sich keine Spur davon gezeigt. Die Verwerfungsspalte, auf der sie sich sammelt, und auf der sie erbohrt wurde, ist bereits in der Tertiärzeit entstanden; sie hat durch das letzte große Erdbeben keine Veränderung erfahren. Die Bohrung war während des Erdbebens im Gange, doch sind Wirkungen desselben weder im Bohrloch, noch im Bohrturm verspürt worden. Die Quelle trat bei der Bohrung anfangs in einer Stärke von etwa 20 Sekundenlitern zutage, hat dann beim Tieferbohren rasch an Wassermenge zugenommen, und hat sich schließlich dadurch verstärkt, daß sie bei dem starken Auftrieb des Wassers in großer Menge Gesteinsstücke auswarf und die Gesteinsklüfte in der Tiefe selbst erweiterte. Auch jetzt noch werden ab und zu von der Quelle reichlich Schieferstücke, oft von über Faustgröße, ausgeworfen. Auch die heißen Quellen in Baden-Baden haben durch das Erdbeben keine Beeinflussung erfahren; Wassermenge und Temperatur haben sich nicht geändert. Doch ist das Erdbeben im Thermalgebiet, den natürlichen Ursachen des Erdbebens entsprechend, besonders kräftig verspürt worden.“

„Krozingen, 13. Febr. Die Nenaquelle G.
m.b.H. in Mannheim, wird, um die Thermalquelle
ergiebiger zu machen, weitere Tiefbohrungen
vornehmen lassen. Vom Erfolg wird es abhängen,
ob die Quelle gefaßt und zum Versand und zu Bade-
zwecken verwendet wird.“

„Krozingen, 15. Febr. Wie verlautet,
beabsichtigt die Nenaquelle G. m. b. H.
Mannheim, weitere Tiefbohrungen vornehmen
zu lassen, um die Quelle noch ergiebiger zu
machen. Bestimmtes über die Pläne der
Gesellschaft wird natürlich aus Geschäftsgründen nicht bekannt gegeben. Soviel man
aber erfährt, ist die Nachricht, die Gesellschaft
habe sich das Schürfrecht für den ganzen
Amtsbezirk Staufen erworben, zutreffend. Von
privater Seite wird zurzeit eine Agitation
betrieben, die bezweckt, der Quelle einen andern
Namen zu geben, der mit den örtlichen oder
Landesverhältnissen in irgend einer Beziehung
steht. Alltäglich, besonders aber an Sonn-
tagen ist die Quelle sehr stark besucht.“

„Krotzingen, 16. Febr. Die Gesellschaft „Nenaquelle“
Mannheim beabsichtigt weitere Tiefbohrungen vornehmen zu
lassen, um die Quelle ergiebiger zu machen. Kürzlich wurden
Fische in das Wasser der Quelle eingesetzt, um zu sehen, ob das
Wasser für den Fischbestand schädlich sei. Die eingesetzten Fische
verendeten nach kurzer Zeit.“

„Staufen, 16. März Bekanntlich hat die In-
haberin der Nenaquelle in Krozingen, die Nena-Quelle, G. m. b. H. in Mannheim, das Schürfrecht für den ganzen Amtsbezirk erworben. Nun
hat eine Reihe hiesiger Interessenten beim Bezirksamt dagegen Einsprache erhoben, daß es ihnen ohne
Erlaubnis des Bezirksamts nicht gestattet sein sollte,
auf ihren Grundstück Schürfungen noch sonstige Ausgrabungen oder unterirdische Arbeiten auszuführen.“

„Krozingen (A. Staufen), 21. März. Ein Verkehrsverein für
Krozingen, dem sich sofort nahezu ein halbes Hundert Mitglieder anmeldeten, wurde in einer im „Rößle“ am Dienstag stattgefundenen
Versammlung gegründet. Es soll in der Bahnhofstraße ein Verkehrsbureau und neben der Nenaquelle ein Bad errichtet werden.“

„Krozingen, 26. März. Die Eigentümerin der Thermalquelle, die Nenaquelle-Gesellschaft m. b. H., hat einer aus Bürgern zur Erbauung eines Bades gebildeten G. m. b. H. einen Vertragsentwurf, der sich in folgender Richtlinie bewegt, vorgelegt: Es soll auf einem der Quelle benachbarten Grundstück eine Badeanstalt mit mindestens 30 Wannenbädern bis 1. Juni d. J. errichtet werden; die Genoffenschaft hat 20% der Bruttoeinnahmen an die Gesellschaft abzuliefern. Der Vertrag ist unkündbar bis 31. Dezember 1918. Eine Versammlung der Genossenschafter besprach besonders die Bestimmungen der Wasserlieferung und die Frage der Entschädigungsansprüche im Falle des Versiegens der Quelle. Es wurden dementsprechende Zusätze zu dem Vertrag vorgeschlagen und vor allem verlangt, daß auch ein Thermalschwimmbad errichtet und der Vertrag selbst bis 31. Dezember 1914 unkündbar laufen müsse. Ueber die Frage der Finanzierung des Unternehmens wurde insofern ein Ergebnis erzielt, als sämtliche Anwesenden ihre Beteiligung mit verschiedenen Summen in Aussicht stellten. Im übrigen wird bezüglich der ganzen Angelegenheit erst die nächste Versammlung ein endgültiges Resultat bringen, da bis dahin die Nenaquelle-Gesellschaft sich zu den Gegenvorschlägen äußern wird. — Wie ich aus zuverlässiger Quelle weiß, haben die Bohrungen der Nenaquelle eine Ausgabe von 200 000 Mark nötig gemacht. Die Gesellschaft wird neben der Wasserabgabe zu Badezwecken in eigenem Unternehmen die flüchtige Kohlensäure fassen lassen. Der Wert der jährlichen Kohlensäureergiebigkeit beträgt etwas über 1/2 Million.“

„Krozingen. 17. Juli. Die Pläne der projektierten
Badeanstalt liegen bereits dem Großh. Bezirksamt zur Genehmigung vor. Es soll vorerst eine Anstalt mit 60 Zellen erstellt
werden, was für den Anfang wohl ausreichen dürfte. In der
Umgebung der Nenaquelle sind in letzter Zeit erhebliche Geländeankäufe erfolgt.“

„Krozingen, 6. Aug. In das Firmenregister des
Großh. Amtsgerichts Staufen wurde als neugegründet
eingetragen: „Thermalbad Krozingen“,
Gesellschaft mit beschr. H., mit dem Sitz in Krozingen.
Gegenstand des Unternehmens ist die Errichtung einer
Badeanstalt mit Trinkhalle in Krozingen, insbesondere Versorgung derselben mit Wasser der
Nenaquelle sowie eines dazu gehörigen Kurhauses. Das Stammkapital beträgt 60 000 M.
Als Gesellschafter sind eingetragen: Praktischer Arzt
Dr. Heinrich Remmlinger, Krozingen, zugleich Geschäftsführer der Gesellschaft, Fabrikant Adolf Zimber
in Krozingen und Hauptmann z. D. Freiherr Hans
von Gleichenstein in Donaueschingen. Nun wird
bald, hoffentlich mit guten Resultaten, auch Krozingen
unter die Reihe der heilkräftigen badischen Kurorte ausgenommen werden.“

„Aus dem Schwarzwalde.
Ein neues Thermalbad. In Krozingen bei Staufen ist eine
Gesellschaft unter der Firma "Thermalbad Krozingen, G.m.b.H."
ins Leben getreten. Gegenstand des Unternehmens ist die Einrichtung
einer Badeanstalt mit Trinkhalle in Krozingen, insbesondere deren
Versorgung mit Wasser der durch das Erdbeben am 16.November
vorigen Jahres entstandenen Nenaquelle sowie eines dazu gehörigen
Kurhauses. Das Stammkapital beträgt 60 000 Mark.“

„Grotzingen, 29. Sept. Die so viel
Hoffnung hervorgerufene Nenaquelle fließt
in der letzten Zeit nicht mehr so regel-
mäßig. Ob dies wirklich immer nur durch
die Verstopfung der Ausflußröhren zu erklären ist, wird doch hie und da bezweifelt.
Dieser Zweifel scheint insofern eine Berechtigung zu gewinnen, als mit dem Bau des
projektierten Bades immer noch nicht begonnen wird.“

„Krozingen, 23. Okt. Der Bohrturm an der
Nenaquelle wird im Laufe dieser Woche abgenommen. Weitere direkte Arbeiten werden eingestellt. Dos Wasser fließt noch wie früher.“

„Krozingen (A. Staufen), 9. März. Mit dem Bau des
Bades bei der Nenaquelle soll nun alsbald begonnen werden.
Die Ausschachtarbeiten wurden bereits vergeben. Die vorläufig
projektierte Anlage wird einen Kostenaufwand von 170000 Mk.
erfordern. Im Herbst d. J. soll die Anlage ihrer Bestimmung
übergeben werden.“

„Die Thermalquelle bei Krozingen. Karlsruhe, 23. Juli. In der letzten Sitzung des Naturwissenschaftlichen Vereins Karlsruhe berichtete Herr Geh. Rat Engler über die in der Nähe des Bahnhofs Krozingen erbohrte Thermalquelle.Schon im Jahre 1909 war im Elsaß in einer Tiefe von 938 Metern eine sehr starke, durchschnittlich 66 Grad heiße Springquelle von nachhaltiger Ergiebigkeit erbohrt worden. Am 26. November 1911 sprang auch aus einem nach dem Vorschläge Bergrat Thürachs bei Krozingen erstellten Bohrloch bei 561 Meter Tiefe ein gewaltiger Wasserstrahl hervor. Man war auf eine 1,25 Meter tiefe, wahrscheinlich mit einer großen Verwerfungsspalte kommunizierende Kluft gestoßen, aus welcher das Wasser durch das Bohrloch mit solcher Gewalt, Schlamm und Steine mit sich führend, ausgeworfen wurde, daß die Weiterarbeit anfänglich unmöglich war. Als man später, um Verstopfungen zu beseitigen, weiter bohrte, brach bei 565 Meter Tiefe der Bohrer, und alle Bemühungen, denselben wieder herauszubringen, waren erfolglos. Trotzdem sprudelte die Quells seitdem bei einer Temperatur von 40–41 Grad mit ziemlich konstanter Ergiebigkeit von 80 Liter in der Sekunde nachdem sie anfänglich allerdngs schwankend war und bis über 120 Sekundenliter lieferte, manchmal aber auch ganz nachließ. Ebenso war anfänglich die Temperatur einige Grad höher. Schon in einem früheren Bohrstadium war man bei 424 Meter Tiefe auf eine kleinere, 31 Grad warme Quelle gestoßen, deren Wasser nach der Analyse von Prof. Dittrich in Heidelberg im Kilogramm 8,7 Gramm Salze enthielt, also mehr als das Doppelte der jetzigen Springquelle. Die Einzelbestandteile dieser ersten Quelle waren in der Hauptsache gleicher Art (schwefelsaure, kohlensaure und Chlorsalze von Kalk, Magnesia, Natron und Kali) wie diejenigen, welche später auch Prof.Nupp in der jetzt noch sprudelnden Quelle gefunden hat, worüber unlängst berichtet wurde. In dem Wasser beider Quellen fällt der hohe Gehalt an Gips und an Kalisalzen auf; letzteres läßt auf irgend einen Zusammenhang mit dem neuerdings in dortiger Gegend entdeckten Kalisalzlager schließen. Sehr merkwürdig verhielt sich das Wasser der Quelle inbezug auf den Gehalt an Radium-Emanation. Während dasselbe wenige Tag nach Erschließung der Quelle starke Radioaktivität zeigte, ging diese schon nach einigen Tagen rasch zurück. Sie betrug nach Messungen teils von Prof. Sieveking, teils von Dr. Lautenschläger am 3. Dezember 1911 über 8 Mache-Einheiten, am 16. Dezember je nach Entnahme des Wassers, noch 4–5 Mache-Einheiten, am 19. Dezember nur noch 3 Mache-Einheiten, sodaß ein völliges oder doch fast völliges Verschwinden zu befürchten war. In der Tat ergab eine Messung am 28. Juni d. Js. so viel wie gar keinen Emanationsgehalt mehr. Man wird bLei Neuerbohrungen von Quellen mit dieser Erscheinung zu rechnen haben, zumal da auch bei der in Donaueschingen neu erbohrten Solquelle ein ebensolches Schwinden der Radioaktivität beobachtet worden ist. Die Befürchtung, daß die Thermalquelle von Badenweiler durch die aus der Krozinger Quelle ausgeworfenen gewaltigen Wassermassen in ihrer Ergiebigkeit beeinträchtigt werden könnte, hat sich bei genauen Kontrollbestimmungen der von der Badenweiler Therme gelieferten Wassermenge als unbegründet erwiesen. Derselbe Vortragende legte darauf noch einige sogenannte Manganknollen aus dem mittleren Buntsandstein der Umgebung von Baden-Baden vor. Gegenüber einer etwas sensationell gehaltenen Zeitungsnachricht, wonach es sich hierbei um stark radioaktives Material handle, wurde betont, daß sich bis jetzt nur zwei solche Knollen von der Höhe Urberg-Badener Höhe fanden, die eine geringe Radioaktivität erkennen lassen. Alle anderen Stücke, die aus verschiedenen Gegenden des Landes stammten, erwiesen sich als im gewöhnlichenSinne nicht aktiv. Ueber die geologischen Verhältnisse der Krozinger Quelle machte Herr Bergrat Thürach-Freiburg noch interessante Mitteilungen.“

„Krozingen 27. Okt. Die Nenaquelle
ist nun fertiggestellt und die Badeanlagen werden
in den nächsten Tagen dem Betrieb übergeben.
Die offizielle Einweihung des Thermalbades soll
am 1. März 1914 erfolgen.“

„Krozingen, 27. Okt. Die Nenaquelle ist nun fertiggestellt und die Badeanlagen werden in den nächsten Tagen dem Betrieb übergeben. Ein bestimmter Termin ist hierfür noch nicht festgesetzt. Die Badeanlagen, die im Erdgeschoß untergebracht sind, sind praktisch angelegt. Die offizielle Einweihung des Thermalbades soll am 1. März 1914 erfolgen. Trotz der vorgeschrittenen Jahreszeit wird die provisorisch errichtete Badezelle, eine kleine Bretterbude in unmittelbarer Nähe der Nenaquelle von hiesigen Einwohnern sowie von Personen der umliegenden Orschaften noch recht fleißig benutzt.“

„Krozingen, 29. Okt. Mit Beginn des November wird das neuerbaute Bad an der Nenaquelle dem Publikum teilweise zugänglich gemacht. Vollständig fertiggestellt kann das Gebäude erst im Laufe der nächsten Wochen werden. Vom 1. November ab stehen sechs Badezellen zur Benützung des warmen Sprudels zur Verfügung.“

„Staufen, 16. Dez. Wie es heißt, wird der schon ??? angefochtene Name der „Nenaquelle“ in Krotzingen nun doch umgeändert werden. Die Quelle soll künftig „Heiße Quelle bei Krotzingen“ heißen.“

„Thermalquelle Krozingen. Die ersten Julitage haben für die Gemeinde Krozingen und für die übrigen Interessenten großen Erfolg und Freude gebracht. Nach langer, überaus mühevoller Arbeit hat man den alten Hauptaustritt der Quelle wieder erreicht. Die Wassermenge, die bis auf 6 Sekundenliter heruntergegangen war, ist nach Erreichung der Tiefe von 560 m unter Terrain rasch auf etwa 20 Sekundenliter gewachsen und hat beim Weiterbohren bis 570 m noch etwas zugenommen. Mit der Vergrößerung der Menge ist auch die Temperatur des Wassers leicht angestiegen von 39,5 °C auf 40,2 °C. Bis 396 m ist das Bohrloch sicher verrohrt. Der Rohrfuß sitzt bei dieser Teufe im festen Jurakalk, dem Gryphitenkalk. Von da an bis zur jetzigen Endteufe wird das Bohrloch in kürzester Zeit durch solide kupferne Rohre verschalt sein. Die Verschalung in Kupfer wird für die ganze Bohrlochtiefe ausgeführt werden, so daß Angriffe des Wassers auf die Verrohrung ausgeschlossen sind. Diese bestand seither aus Eisenrohren, und nur die obersten 80 m aus Kupfer. In der neuen Kupferverrohrung wird ein Teil der Sicherung für den Bestand der Thermalquelle bestehen. Die Neubohrung, die von 830 m an als Rotationsbohrung mit ?Bolomitkrone durchgeführt worden ist bis zur Endteufe, hat klare Einsicht geschaffen in die durchbohrten Gesteinschichten jener Tiefen. Die Grenze von Jura gegen den mittleren Keuper liegt bei 402. Von 421 m bis 424 m ist der Hauptsteinmergel im Keuper durchfahren worden. Dabei wurde der erste, obere Thermalhorizont, der bei 424 m liegt, erneut erschrotet. Er machte sich durch sehr vermehrten Austritt von Kohlensäure bemerkbar. Der Schilffandstein wurde von 430 m bis 440 m durchsunken.Der Lettenkohlensandstein reicht von 551,6 m bis 554 m. Die dolomitische Region des oberen Muschelkalkes mit Hornsteinlagen hat der Bohrung mit der ?Bolomitkrone erhebliche Schwierigkeiten bereitet. Der tägliche Fortschritt betrug oft nur noch einige Dezimeter. Von 559,3 m ab brach das Thermalwasser dann aber rasch und in steigender Menge bei. Die geologische Sicherung für die Zukunft besteht nun darin, daß jetzt klar zu erkennen ist, wie die Thermalwasserhorizonte mit geologischen Etagen zusammenfallen, die gebankt und klüftig und damit wasserdurchlässig und also auch wasserführend sind. Diese beiden Etagen, der Hauptsteinmergel für das obere Niveau und der oberen Muschelkalk für das untere Hauptniveau des Thermalwasserzutritts, besitzen in den angegebenen Tiefen weite, flächenartige Ausdehnung. Es sind Grundwasserkörper. Diese können immer wieder mit Sicherheit angehohrt werden, wenn je in der Zukunft Naturereignisse dem heutigen Bohrloch Schaden zufügen sollten. Ob dabei besondere Klüfte oder Spalten die Zufuhr und die Strömung im Grundwasserkörper begünstigen, erscheint jetzt als weniger wichtig, wie vor der Neubohrung, wo man der Meinung war, daß eine große Gesteinsspalte, die man bei der ersten Bohrung 1911 angetroffen hat, der Bringer des Thermalwassers im unteren Horizont sei. Die Überwachung der Thermalquelle,die in geregelter Messung der Schüttung und Temperatur besteht nach erfolgtem Einbau der kupfernen Verrohrung, wird weiteren Anhalt geben für die Bewertung der Quelle, der man eine glänzende Zukunft und ein hohes Alter von Herzen wünscht. Über die Herkunft des Wassers sind auch heute nur Vermutungcn möglich. Muschelkalk und Keuper kommen am Schwarzwaldrande bei Sulzburg und Staufen von der Tiefe herauf an die Oberfläche. Versinkende Bergwasser würden auf dem umgekehrten Wege von dort bis zum Bohrloch recht wohl Temperatur und Gehalt der Thermalwasser an Salzen und Gasen erlangen. Groß angelegte Versuche würden eine Entscheidung bringen können, ob die Wasser jene Wege wirk-lich einschlagen. Viel wichtiger als die Klärung dieser Frage ist aber die Überwachung und Messung der Quelle. Zufällig erbohrte Thermen haben ihre eigenen Schicksale. Eine recht kritische Zeit ihres Lebens hat die Krozinger Quellehinter sich. Ihre Konstitution hat sich als gesund erwiesen. Die allgemeine Freude über ihre Wiederherstellung ist berechtigt. Die unerschütterliche Zuversicht der Gemeinde und der Quellgesellschaft an das Gelingen der Arbeit hat den Sieg davongetragen. Die Bohrarbeiten sind von der Badischen Geologischen Landesanstalt auf Antrag des Badischen Bezirksamts Staufen kontrolliert und wissenschaftlich beraten worden. Die Firma Brechtel in Ludwigshafen hat die Arbeiten durchgeführt. Schnarrenberger. (Nachdruck gestattet.)“

„Todesfall. Am 11. Juli ist Herr Bergrat Dr. Hans Thürach, Landesgeologe a. D., an den Folgen eines Unfalles nach kurzer Krankheit im Alter von 68½ Jahren verschieden. Der Verstorbene, aus Jpsheim, Kreis Mittelfranken, Bayern, gebürtig, ist am 1. November 1893 an die Bad. Geologische Landesanstalt berufen worden und hat ihr bis zum Frühiahr 1924 angehört. Mit dem Verstorbenen ist ein tüchtiger und erfahrener geologischer Fachmann dahingegangen, der um die geologische Durchforschung unserer Heimat ganz außergewöhnliche Verdienste hat. In derselben Weise ist er für die praktische Verwertung der geologischen Erfahrungen ununterbrochen und mit großem Erfolg tätig gewesen. An den Voruntersuchungen für das heutige Kaliwerk, an der Erbohrung der Krotzinger Quelle, an den Bohrversuchen nach Petroleum und Salz war er an erster Stelle mitbeteiligt. In den letzten Jahren hat sich Bergrat Thürach besonders mit der Erforschung der Wünschelrute abgegeben, und immer wieder der Zusammenarbeit dieser Methode mit dem Vorgehen der wissenschaftlichen Geologie das Wort geredet.“

„20 Jahre Krozinger Thermalquelle. Krozingen, 24. November. Am 28. November jährt es sich zum 20. Male, daß die Krozinger Thermalguelle erschlossen wurde. In einer Tiefe von 583 Metern stieß man auf eine heiße Quelle, die in großer Fülle emporbrodelte, mehrere Meter hoch sprang und die Wie-jen als dampfender Bach von 40 Grad Hitze durcheilte. Das Wasser ist stark mineral- und kohlensäurehaltig. Am 24. März 1914 wurde das erste Badegebäude der Oeffentlichkeit übergeben.“

„Dieser Tage jährte es sich zum 20. Male, daß die Thermalquelle Krozingen erschlossen wurde. Gelegentlich einer Bohrung im Jahre 1911 stieß man in einer Tiefe von 583 Meter auf einen heißen Strom, der in größerer Fülle als irgend eine andere deutsche Therme emporbrodelte, mehrere Meter hochsprang und die Wiesen als dampsender Bach von 40 Grad Hitze durcheilte. Tausende waren damals Zeugen dieses Naturschauspiels. Die sofort angesetzte Analyse von Prof. Rupp - Karlsruhe ergab, daß neben dem Kohlensäurereichtum die Quelle noch andere wertvolle Mineralbestandteile aufwies, also für die Krankenbehandlung vortreffliche Zusammensetzung bot. So entschloß man sich, das Wasser zu Bäderzwecken nutzbar zu machen. Am 24. März 1914 konnte das erste Badegebäude der Öffentlichkeit übergeben werden. Damit war zugleich der Grundstein gelegt zur heutigen Entwicklung Krozingens und zu seinem inzwischen weiter ausgebauten Heilbade, das schon unzähligen Kranken, zum Segen geworden ist!“

„25 Jahre Krozinger Thermalquelle: Von der Entstehung und Tätigkeit der Quelle Krozingen, 28. Nov. (Eigener Bericht.) Der 28. November 1911 ist für Bad Krozingen ein bedeutungsvoller Jahrestag, wurde doch an diesem Tag westlich der HauptbAhnlinie in einer Tiefe von 424 Meter die heute überall bekannte heiße Quelle von kohlensaurem Mineralwasser erbohrt. Seit Dezember 1910 waren an dem Platz Bohrungen nach Petroleum im Gange. Auf das erhoffte Erdöl stieß man nicht, dafür quoll vom 28. November an ein überraschend heißer Wasserstrahl aus dem Erdinnern; dampfend schoß das Wasser 15 Meter hoch in die Luft. Die Quelle floß anfänglich mit starkem Auftrieb und einer Ergiebigkeit von 20 Sekundenlitern bei einer Temperatur von 39 Grad Celsius. Beim Tieferbohren stieg die Wassermenge rasch auf 80 Sekundenliter, vorübergehend sogar auf 100 bis 120 Liter. In der folgenden Zeit lieferte die Thermalquelle ziemlich gleichbleibend 80 Liter in der Sekunde bei einer Wasserwärme von 40 bis 41 Grad Celsius. Die Herkunft und Entstehung der Krozinger Quelle wird von geologischer Seite folgendermaßen erklärt: In dem Gebiet des Schönbergs, etwa zwischen Ehrenstetten und Merzhausen bei Freiburg, dringt das Druckwasser über Schieferlager in die Tiefe, sinkt in den stark nach Westen abfallenden Schichtenin den Untergrund bis zu etwa 1000 Meter unter der Oberfläche. Hier gewinnt das Wasser eine hohe Temperatur und nimmt unterwegs aus Tuff- oder Schwammröhren vulkanische Exhalationsstoffe (Ausdünstungsstoffe), besonders Kohlensäure, auf. Wahrscheinlich haben die vorerwähnten vulkanischen Tuffröhren auf die Wärme des Wassers einen bestimmenden Einfluß. Irgendwo fließt das Wasser über ein ausgedehntes Radium- und Uranerzlager, dem es seine radioaktiven Elemente verdankt, die von günstiger Heilwirkung bei Gicht, Rheumatismus und dergl. anzusehen sind. Im Westen der Bahnlinie im Abschnitt Schallstadt — Bad Krozingen, sammelt sich das heiße kohlensäurereiche Wasser, aus verschiedenen Schichten ansteigend, auf Verwerfungsspalten, deren genauer Verlauf nicht bekannt ist. Durch Anbohrung einer derartigen Spalte hat man dem Wasser den Weq an die Oberfläche geöffnet. Mit der überraschenden Erschließung der heißen Quelle wurde der Marktflecken aus beschaulicher und stiller Versonnenheit emporgerüttelt. Wie ein Lauffeuer verbreitete sich die Kunde von dem heilkräftigen Sprudel. Eirt Kreis einsichtiger Persönlichkeiten sorgte schon bald unter ärztlicher Mitwirkung für einen geordneten Badebetrieb; am 24. März 1914 konnte das Badehaus neben der Quelle seiner Bestimmung übergeben werden. Auch die schweren Kriegs- und Nachkriegsiahre haben die Entwicklung des jungen Bades nicht aufgehalten, in den 25 Jahren ist Bad Krozingen aus bescheidenen Anfängen zu einem vielbesuchten Kurort geworden.“